# Biserici fortificate din Transilvania
Satele transilvane cu biserici fortificate constituie un sit în Patrimoniul Mondial UNESCO, clasificat deoarece s-a considerat că oferă o imagine plină de viață a peisajului cultural din sudul Transilvaniei. Satele din această zonă sunt caracterizate de un sistem specific de cultivare a terenului, un model de așezare și organizare a gospodăriilor țărănești păstrat încă din Evul Mediu. Localitățile sunt dominate de bisericile lor fortificate, care ilustrează perioadele clădirii din secolul al XIII-lea și până în secolul al XVI-lea.
Bisericile fortificate transilvane sunt specifice satelor săsești și secuiești situate în sud-estul Transilvaniei. Odinioară în număr de circa 300, bisericile fortificate au jucat atât un rol religios, cât și un rol militar pentru mai mult de cinci secole. În număr de aproximativ 150 de edificii la începutul secolului XXI, bisericile fortificate transilvane formează unul dintre cele mai dense sisteme de fortificații medievale bine păstrate de pe continentul european.
În Transilvania, în așezările rurale săsești și secuiești se pot regăsi trei tipuri principale de fortificații:
- biserica cu incintă fortificată (de exemplu Prejmer sau Sânzieni),
- biserica fortificată (de exemplu  Saschiz,  Șeica Mare sau  Seliștat),[necesită clarificare] și
- fortăreața-biserică (de exemplu Valea Viilor sau Dârjiu)[necesită clarificare]

Bisericile fortificate din Ardeal se înscriu în fenomenul european al bisericilor fortificate.
UNESCO a clasificat pentru prima oară biserica fortificată din Biertan într-un sit protejat sub egida sa. Ulterior, situl a fost extins cu mai multe biserici, schimbându-și ca atare denumirea. În afara bisericii din Biertan, mai sunt protejate în cadrul acestui sit și bisericile fortificate din Prejmer, Viscri, Dârjiu, Saschiz, Câlnic și Valea Viilor.

## Istorie

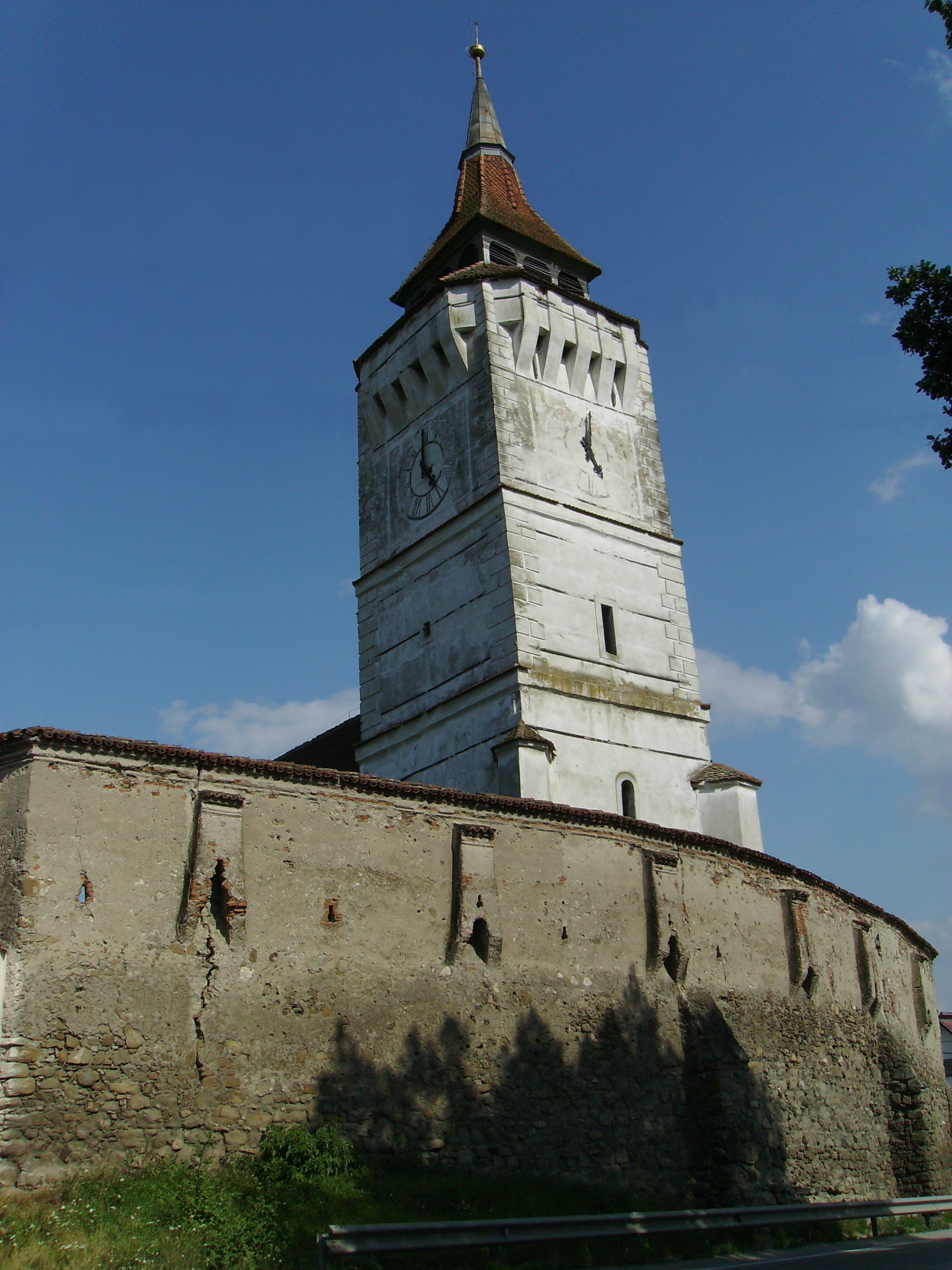
Biserica fortificată de la Rotbav. Se observă dublul caracter al fortificației: 1. turnul bisericii este construit ca un donjon; 2. biserica este înconjurată de ziduri de apărare.

Secuii s-au instalat ca grăniceri în sud-estul transilvan în cursul secolului al XI-lea.
Satele săsești au început a fi construite de la mijlocul secolului al XII-lea, când regele Géza al II-lea a adus coloniști germani în regiune pentru a proteja frontierele orientale ale Regatului Ungariei de invaziile cumane. După sosirea în regiune a cavalerilor teutonici la începutul secolului al XIII-lea și conform acordurilor cu regele Ungariei, germanii au obținut un statut special printre populațiile provinciei, iar civilizația lor a putut supraviețui în cadrul unor puternice comunități de țărani, de meșteșugari și de comercianți.
Ambele comunități de grăniceri, secuiești și săsești, fiind situate într-o regiune aflată constant sub amenințarea invaziilor otomane și tătare, și-au construit fortificații de diverse mărimi. Orașele cele mai importante au fost fortificate în întregime, iar în localitățile mai mici, sate sau târguri, s-au construit fortificații în biserici (mai exact, bisericile au fost construite ca niște fortărețe) sau în jurul bisericilor. În unele cazuri, bisericilor li s-au adăugat ziduri și turnuri de apărare precum și alte construcții interioare (precum cămări) care pe vreme de război puteau adăposti populația localității, iar pe vreme de pace erau folosite ca depozite, hambare și magazii în care populația își păstra bunurile. În multe sate transilvane, unul dintre turnurile fortificației ia denumirea de „Turnul slăninilor” datorită rolului de magazie comunitară deservit de acesta.

## Descriere

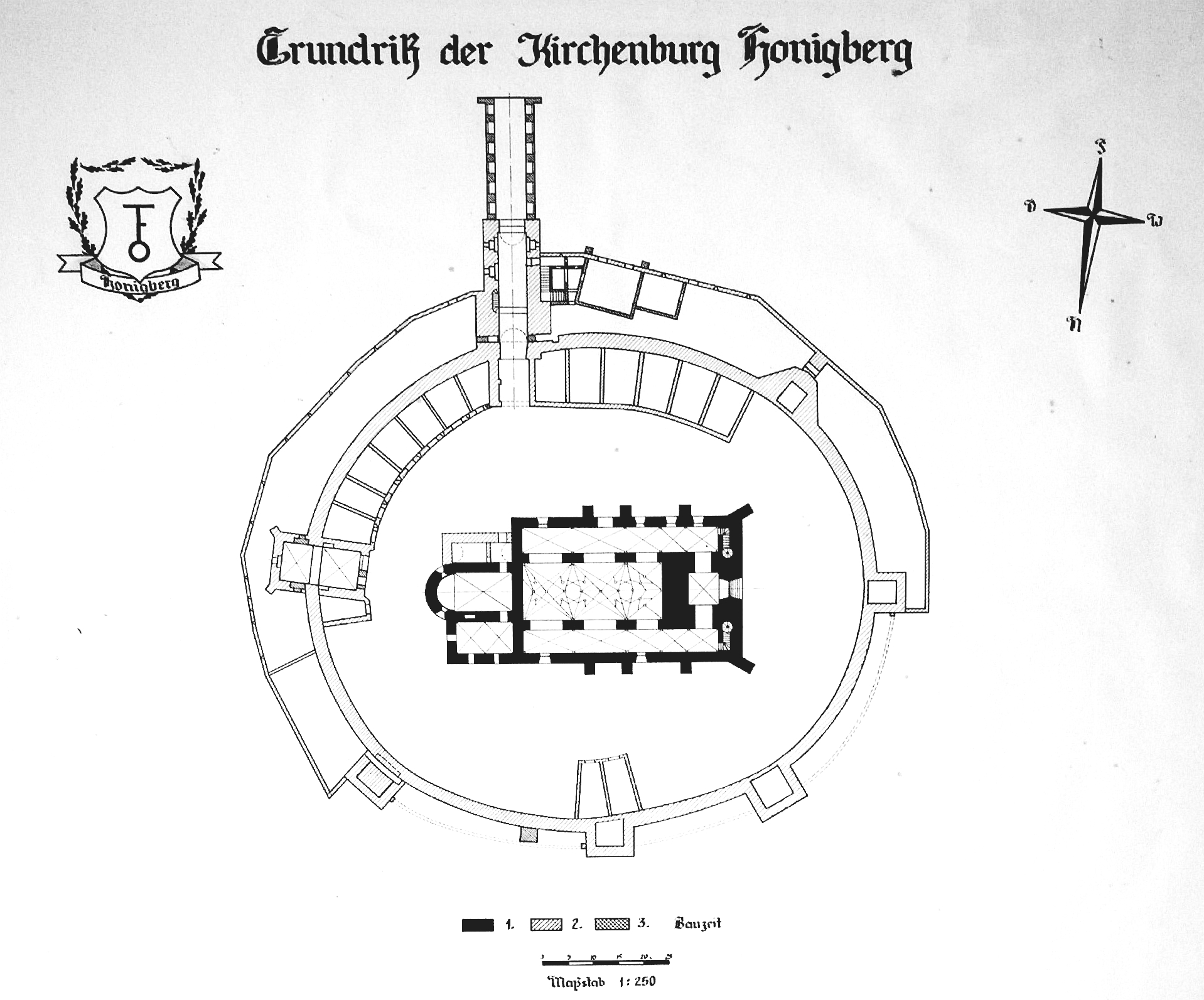
Planul fortificației de la Hărman.

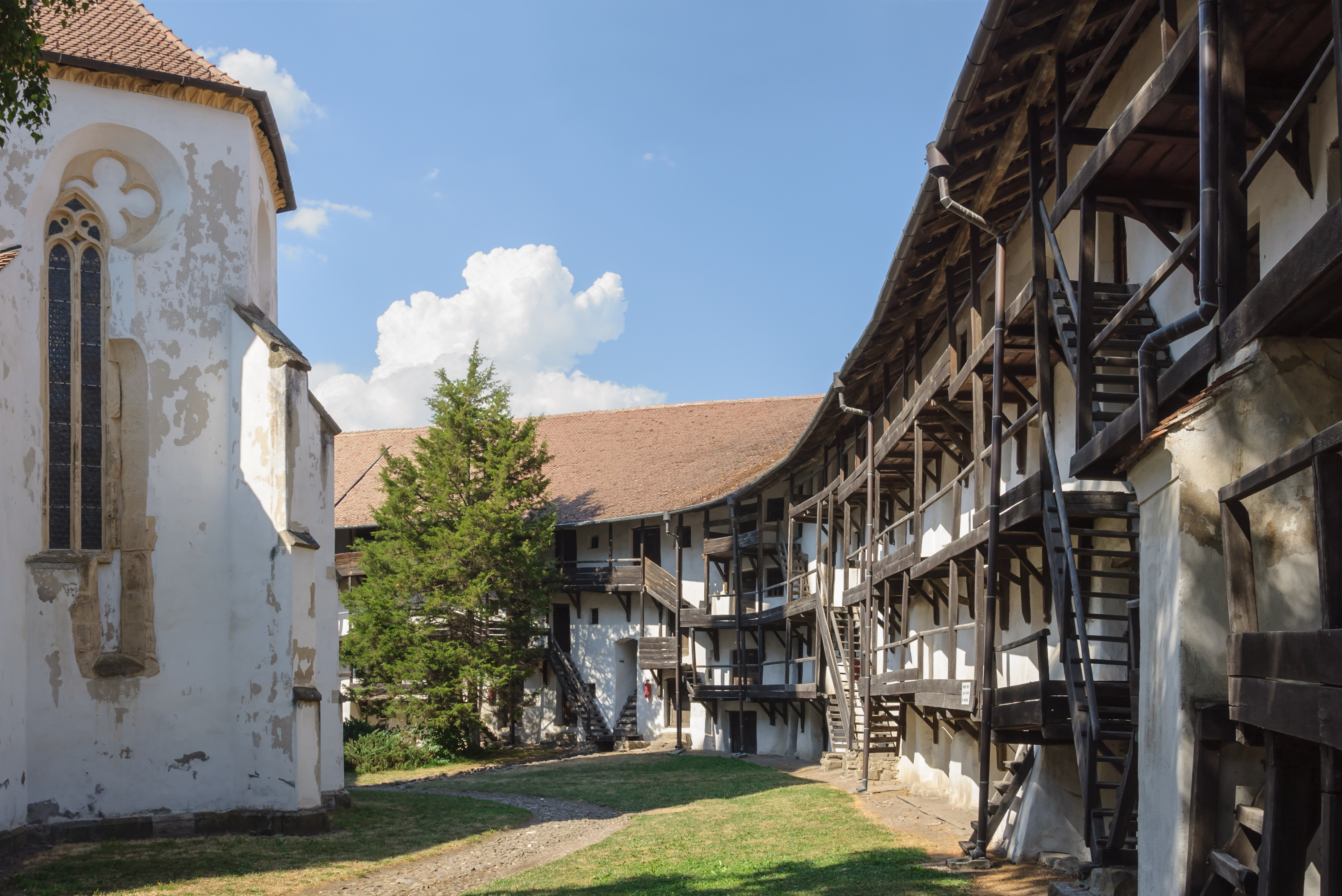
Cămările din incinta fortificației de la Prejmer. În partea stângă se văd contraforții bisericii.

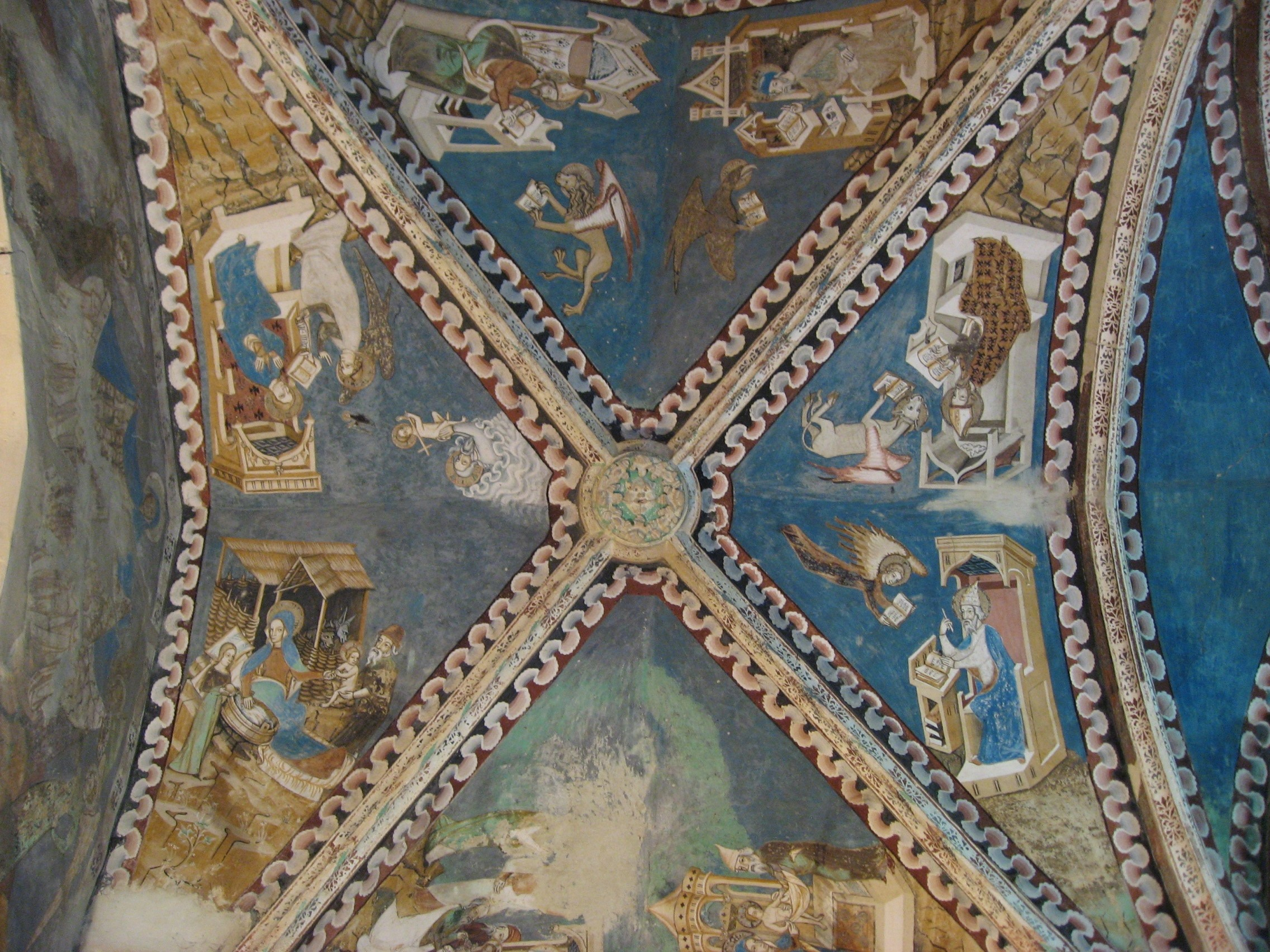
Fresce gotice la Mălâncrav, secolul XIV.

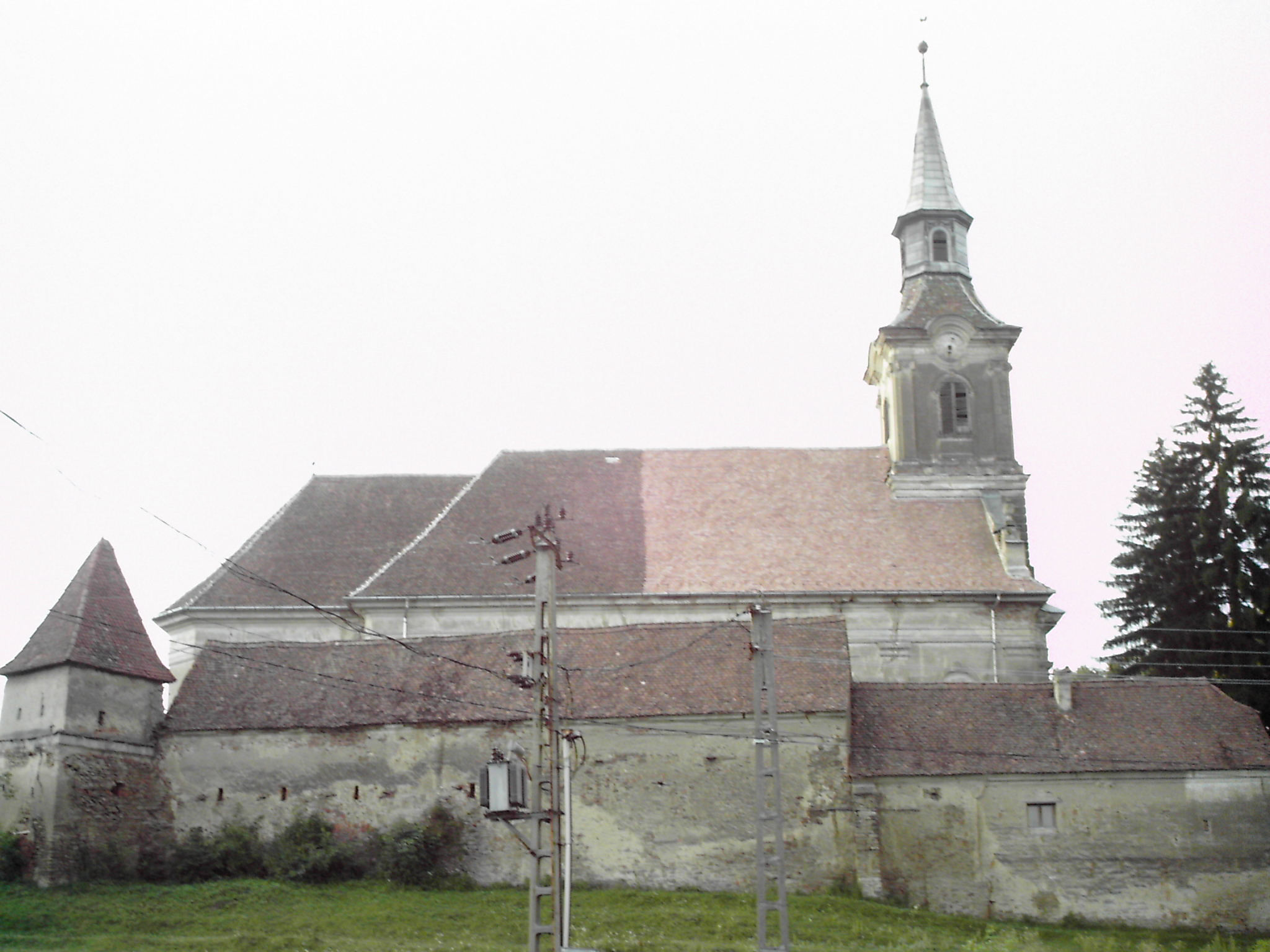
Biserica din Șaeș. A se observa turnul baroc.

### Localizare
Clădirea principală a satelor săsești și secuiești este biserica, situată aproape întotdeauna în centrul localității. În majoritatea cazurilor, biserica se află într-o locație ușor de apărat, de obicei în vârful unei coline. Elementele de fortificație întâlnite în orașele din împrejurimi au fost adaptate fortificațiilor din mediul rural (de exemplu, turnul bisericii din Saschiz a fost inspirat de turnul cu ceas din Sighișoara). Materialele de construcție sunt în mod tradițional piatra și cărămida roșie, iar țiglele acoperișurilor sunt din argilă arsă, o specificitate a regiunii. 
În apropierea bisericii se găsește piața centrală a satului (numită Tanzplatz în dialect săsesc sau piața de dansuri în română), în jurul căreia gravita viața socială a comunității. Singurele construcții situate în apropierea fortificațiilor sunt edificiile publice: școala sau primăria (uneori, școala era situată în interiorul fortificației, cum e cazul la Prejmer). Casa parohială și locuințele țăranilor bogați sunt poziționate în jurul acestei piețe centrale.

### Arhitectură

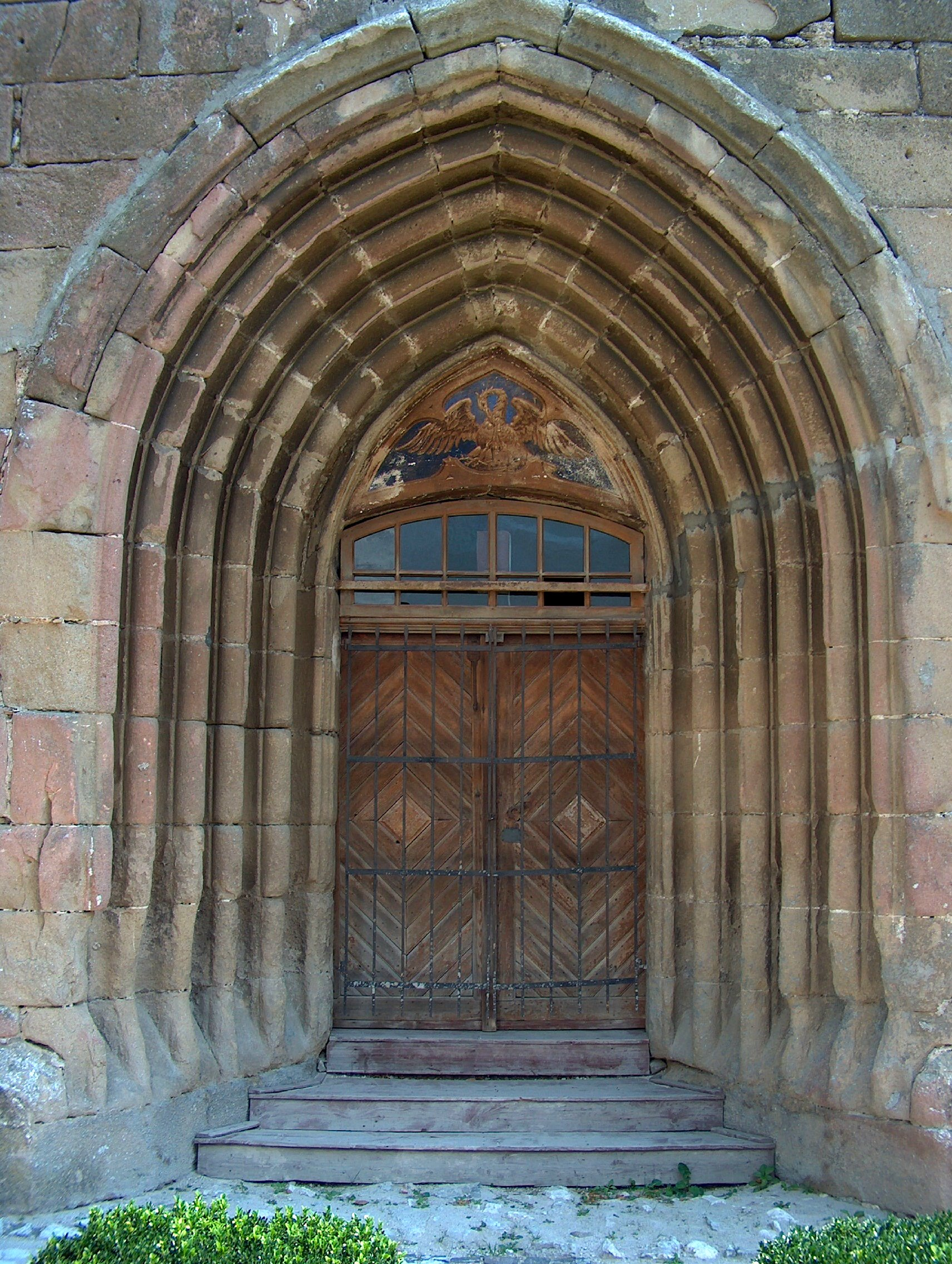
Ușa de vest a bisericii din Hărman. Pelicanul care își sfâșie pieptul pentru a-și hrăni puii cu propriu-i sânge este un simbol cristic.

Unele dintre bisericile construite de sași și de secui în secolul al XIII-lea au fost puternic influențate de bisericile cisterciene de la Cârța și de la Igriș. Bisericile au fost fortificate începând cu secolul al XIII-lea și au jucat un rol defensiv până în 1788, data ultimei incursiuni otomane în Transilvania.
Sub numele de „biserici fortificate ardelene” sunt cuprinse mai multe tipuri de fortificații: 
- Biserici fortificate propriu-zise: edificiile unor biserici cuprind elemente defensive - turnuri-clopotniță transformate în donjon (cum este cazul bisericii din Sântimbru sau a celei din Netuș) sau ziduri prevăzute sub cornișă cu mortriere și cu veritabile drumuri de strajă cu podeaua găurită (fie pe toți pereții edificiului, ca la Cloașterf sau la Seliștat, fie doar pe anumiți pereți, de obicei pe pereții care delimitează altarul, ca la Șeica Mare, la Șura Mare sau la Șeica Mică);
- Biserici cu ziduri de incintă fortificate: edificiile unor biserici nu conțin nici măcar un element defensiv, în schimb bisericile sunt înconjurate de ziduri de apărare (tehnic, este impropriu ca aceste ansambluri arhitectonice să fie denumite „biserici fortificate”, ele fiind în fapt „cetăți țărănești” construite în jurul celui mai important loc/edificiu al satului); în unele cazuri, zidurile de incintă sunt relativ mici, fără creneluri, eventual având ca elemente defensive importante câteva turnuri (ca la Zăbala); în alte cazuri biserica e înconjurată de ziduri înalte și groase conținând multiple elemente defensive - creneluri, drum de strajă, turnuri etc. (ex: Codlea, Prejmer, Hărman, Aita Mare, Cârța); în fine, exista fortărețe cu mai multe ziduri de incintă (ca la Biertan);
- Biserici cu trăsături defensive mixte sau fortărețe-biserici: în multe localități întâlnim fortificații care prezintă o combinație a celor două tipuri menționate anterior. Pe lângă elementele defensive ale edificiul propriu-zis al bisericii, sunt prezente ziduri de apărare cu elemente defensive multiple (ca la Rotbav, Dealu Frumos, Valea Viilor etc.).

Unele biserici prevăzute cu ziduri de incintă puteau face față unor asedii prelungite, adăpostind întreaga populație a satului. Astfel, cum e cazul la Prejmer sau la Sânpetru, fortificațiile cuprind cămări care pe timp de pace erau folosite ca hambare, iar pe timp de război adăposteau sătenii (la Prejmer, fiecare familie din sat avea propria sa cămară în incinta fortificației).
În ceea ce privește edificiile propriu-zise ale bisericilor, acestea au fost adaptate în general unor funcții defensive. Toate bisericile sunt fie bazilici romanice, fie biserici cu navă unică, în stilul goticului târziu. Unele biserici, precum cea de la Mălâncrav, adăpostesc foarte valoroase fresce narative gotice datând de la jumătatea secolului al XIV-lea. De altfel, cele mai vechi fresce de pe teritoriul României se găsesc în bisericile de la Ghelința și de la Mălâncrav.
Cele mai multe biserici fortificate au suferit numeroase modificări și adăugiri de-a lungul timpului, în special începând cu Evul mediu târziu, când majoritatea acestor biserici au fost edificate, până spre finalul secolului al XVI-lea. Multe biserici prezintă elemente arhitecturale (ca la Șaeș sau la Sânzieni) și/sau decorative (precum e altarul bisericii din Richiș) din perioada barocă, datorită popularității stilului baroc în Ardeal.
În unele cazuri, de-a lungul secolelor XIX și XX, elementele defensive ale incintelor (turnuri, ziduri etc.) au fost demantelate parțial (ca la Bazna, la Mălâncrav, la Richiș etc.) sau total (ca la Dârlos, la Hetiur, la Saschiz, etc.).

## Galerie

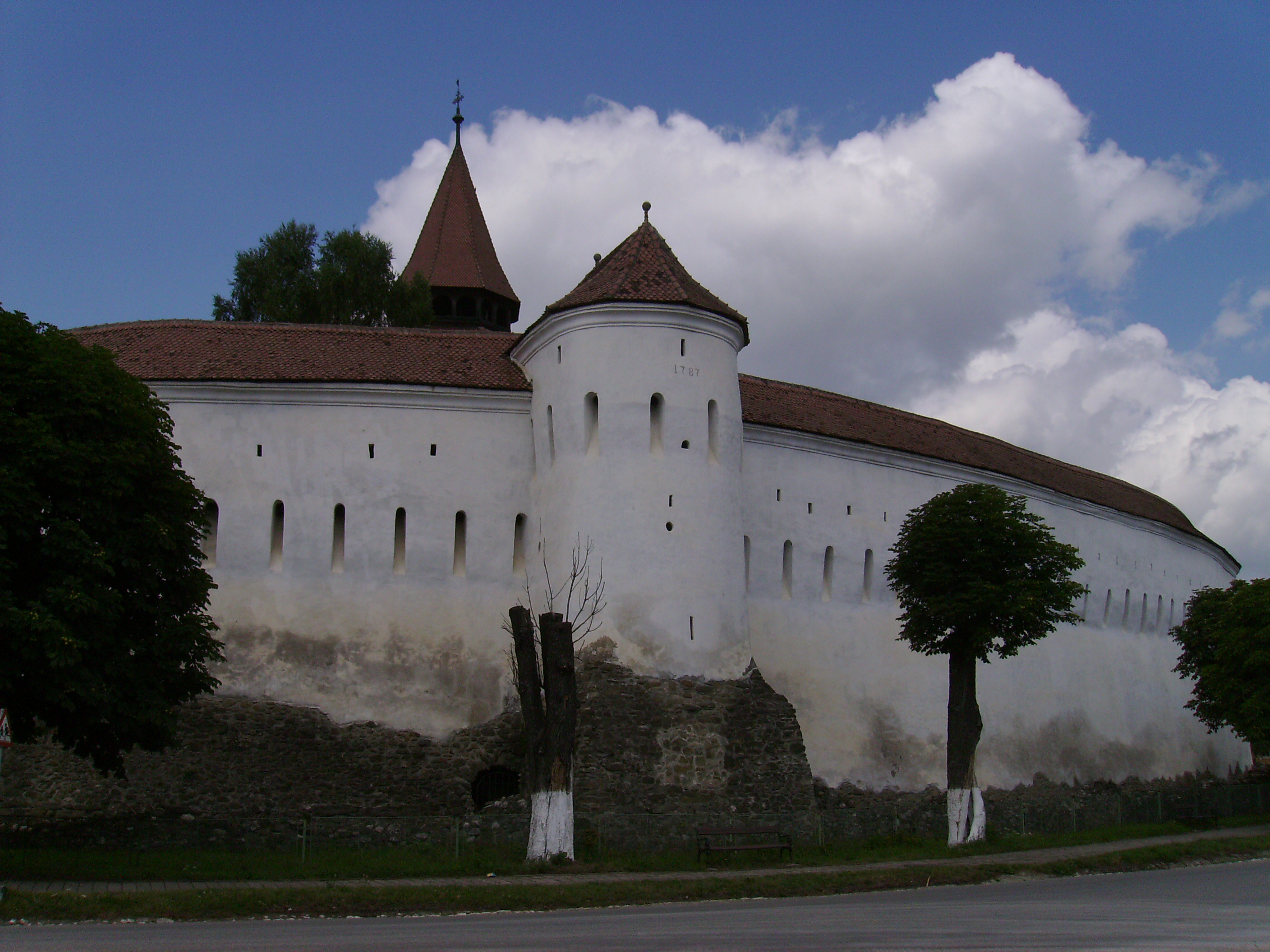
Prejmer
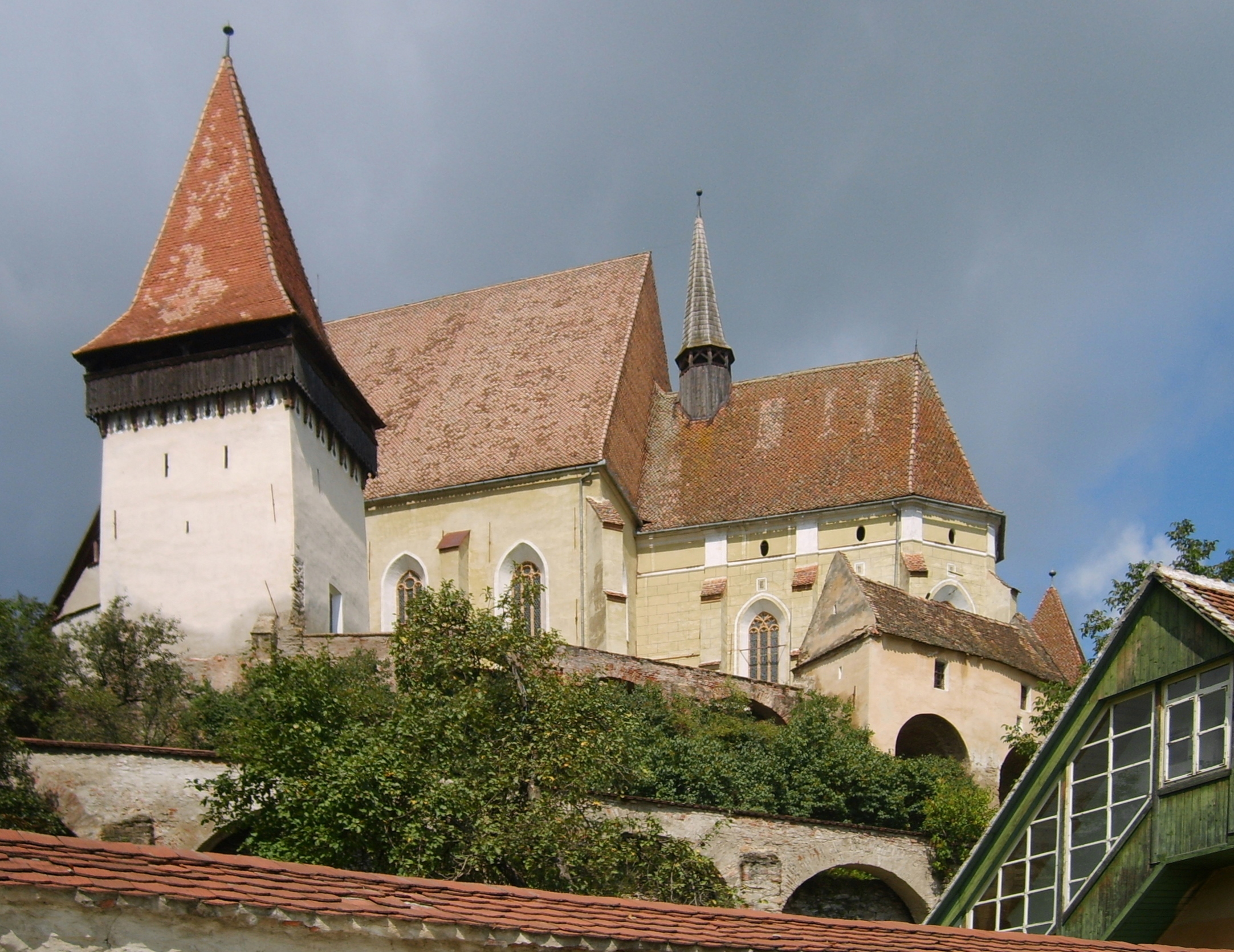
Biertan
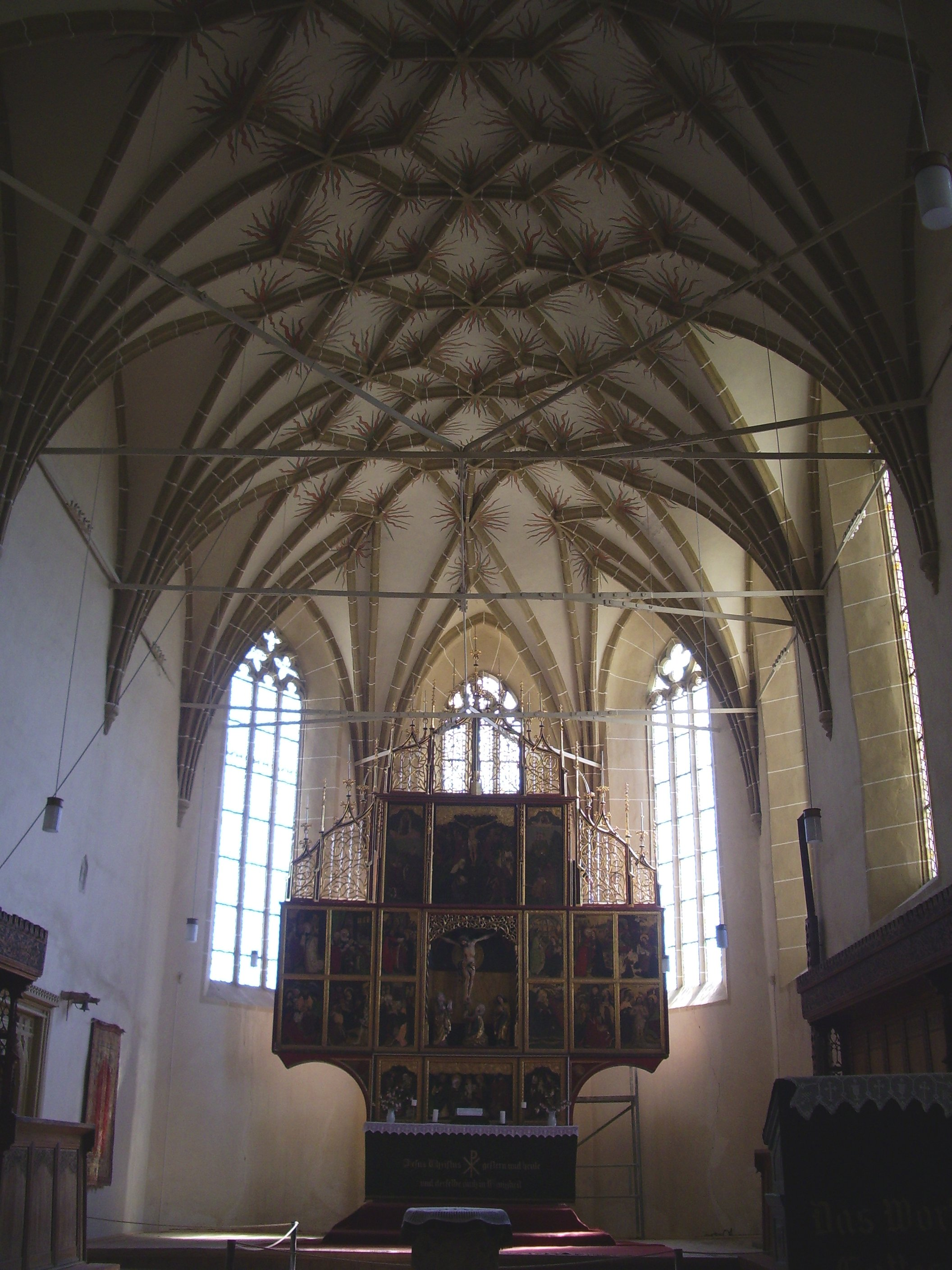
Biertan
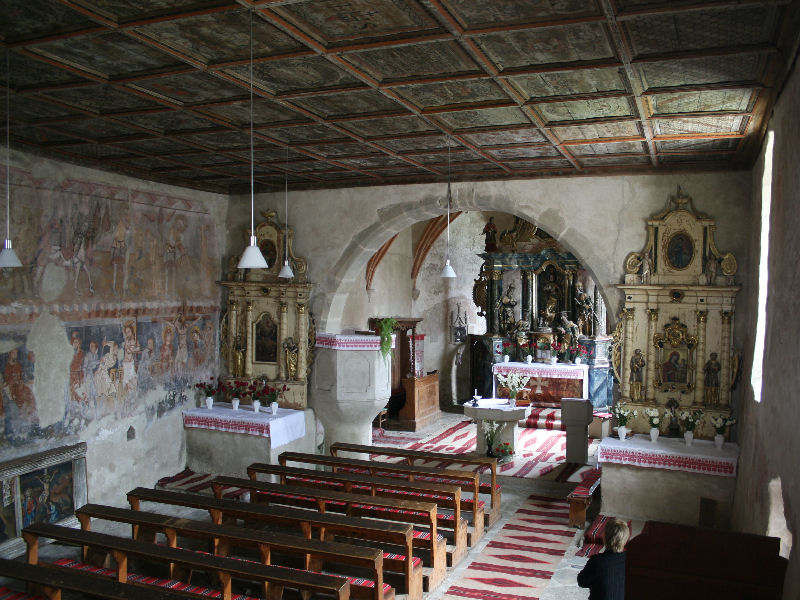
Fresce narative gotice la Ghelința
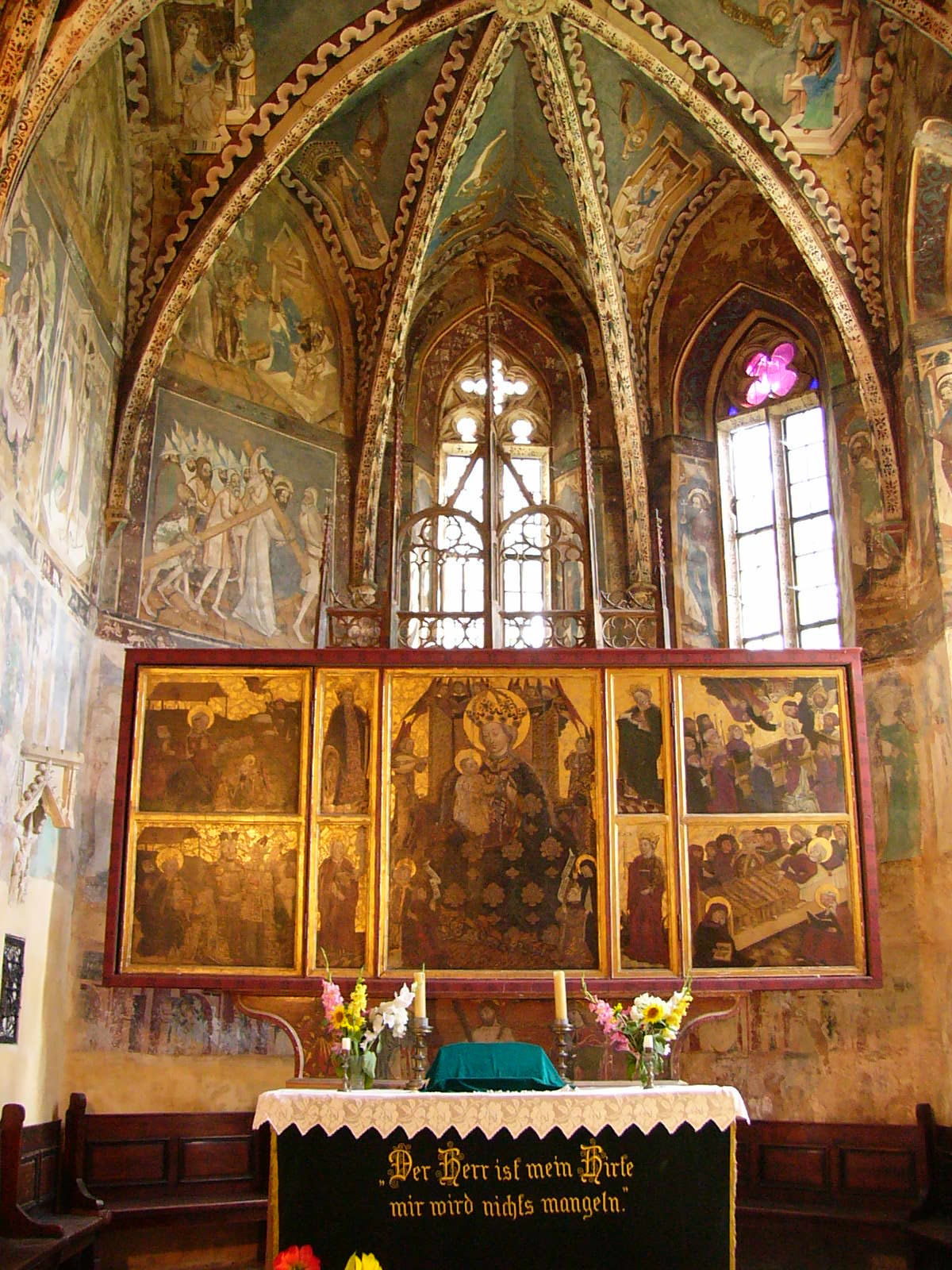
Fresce narative gotice la Mălâncrav
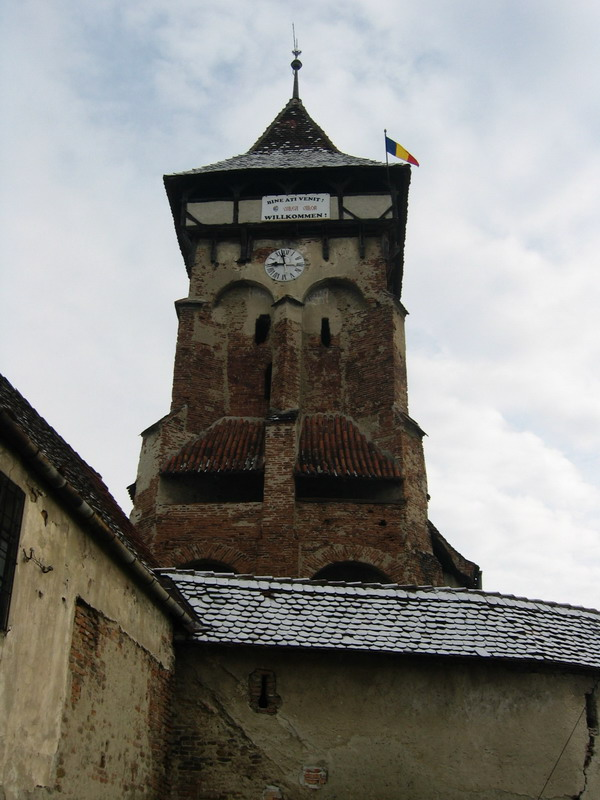
Valea Viilor
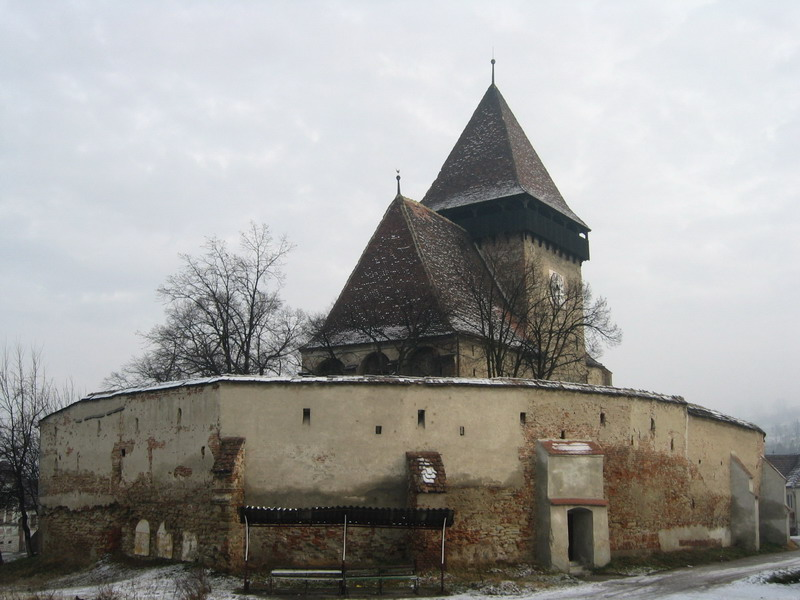
Axente Sever
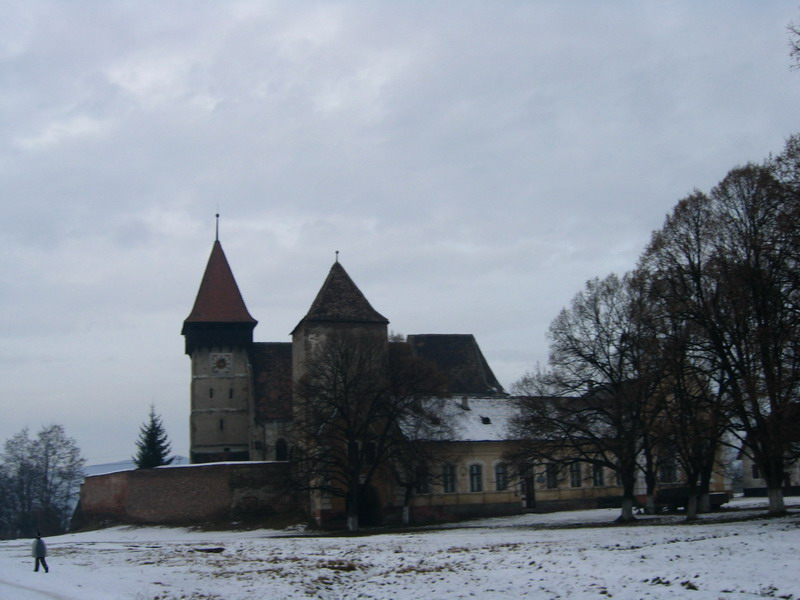
Brateiu
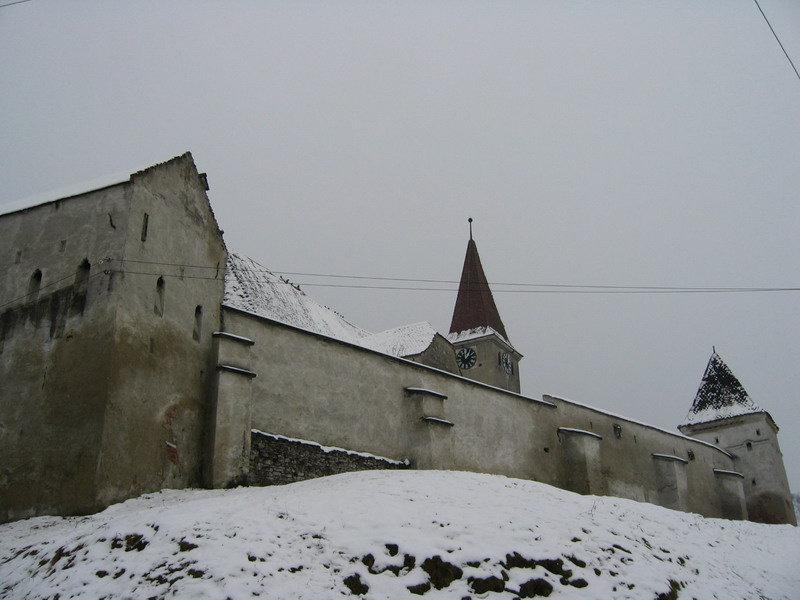
Șaroș pe Târnave
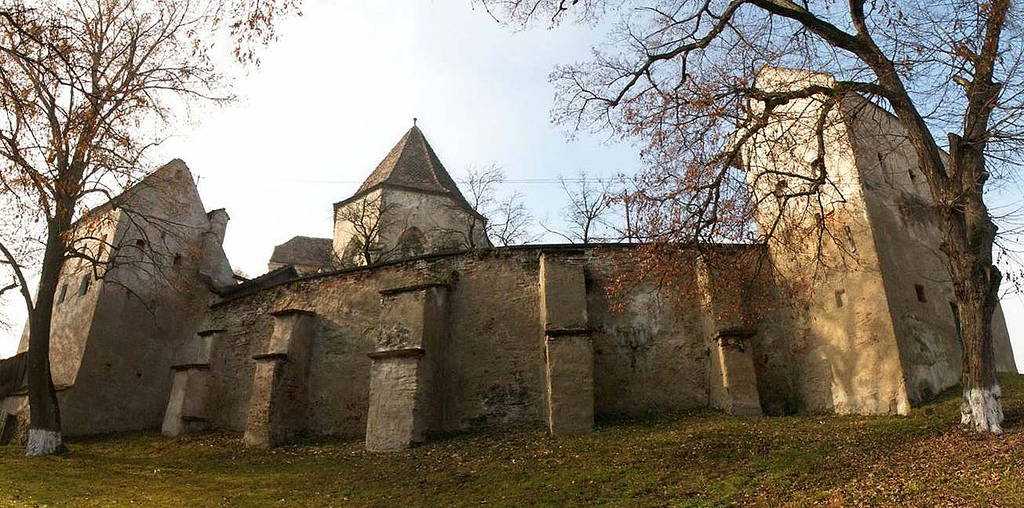
Șaroș pe Târnave
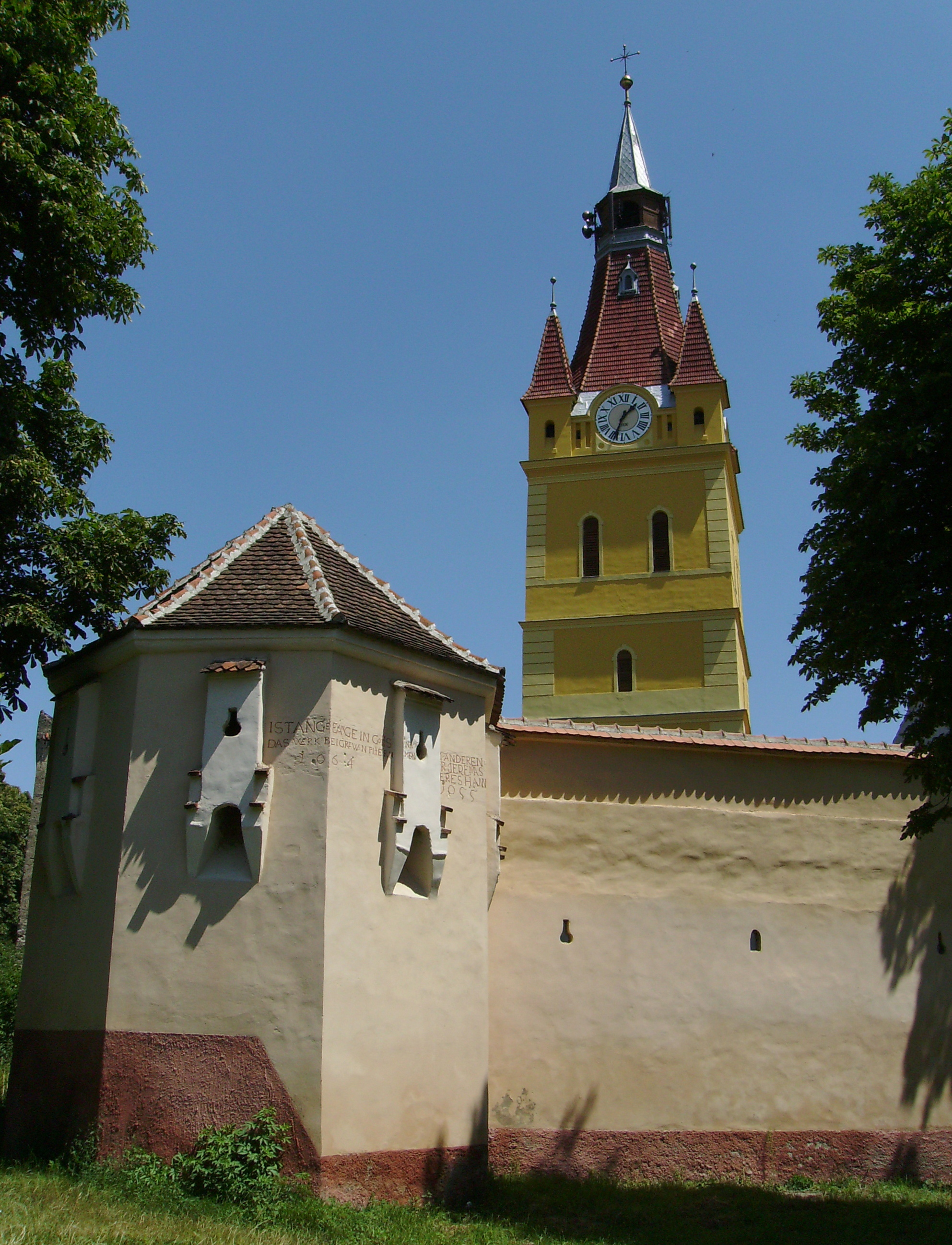
Cristian, Brașov
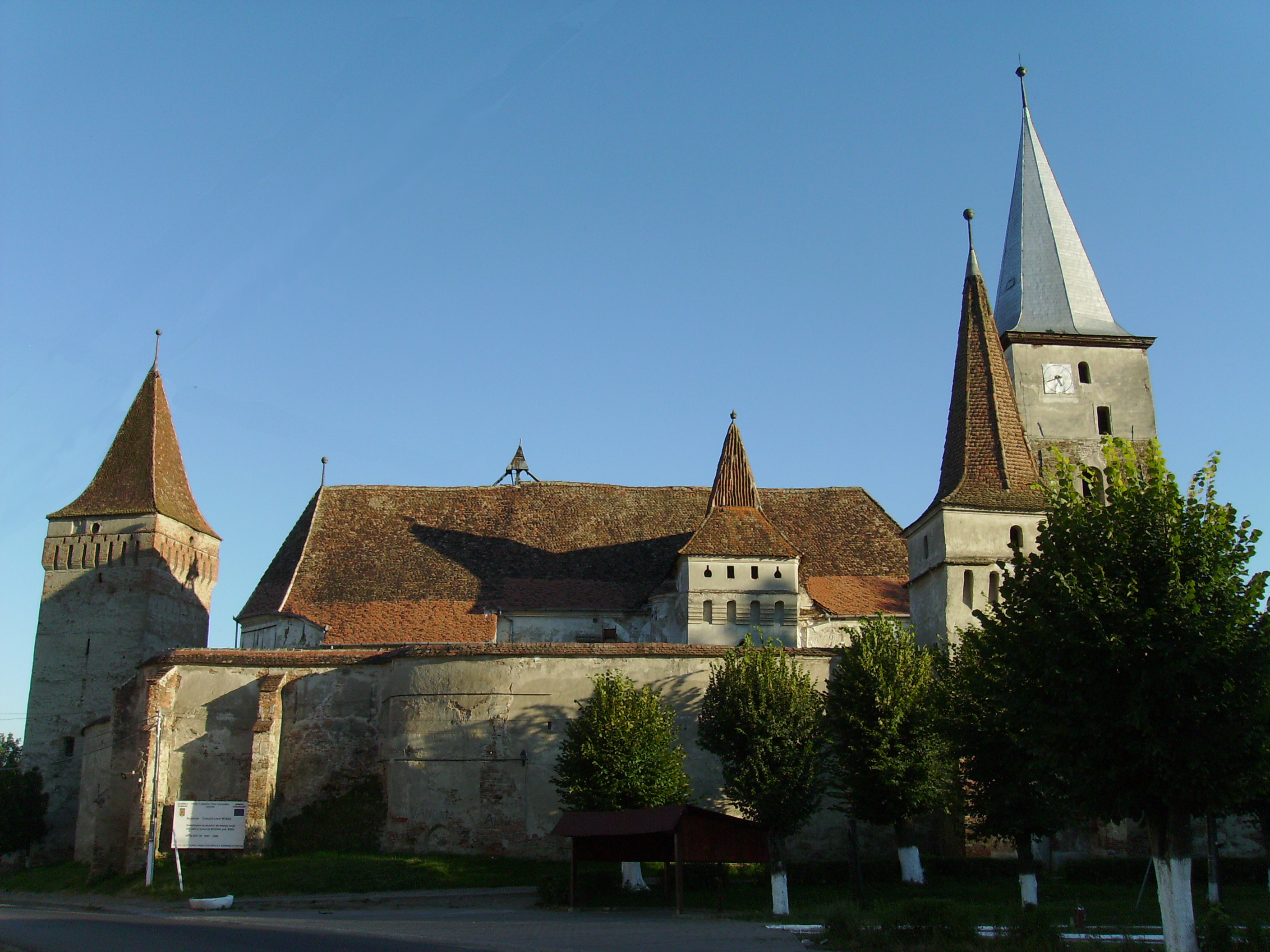
Moșna
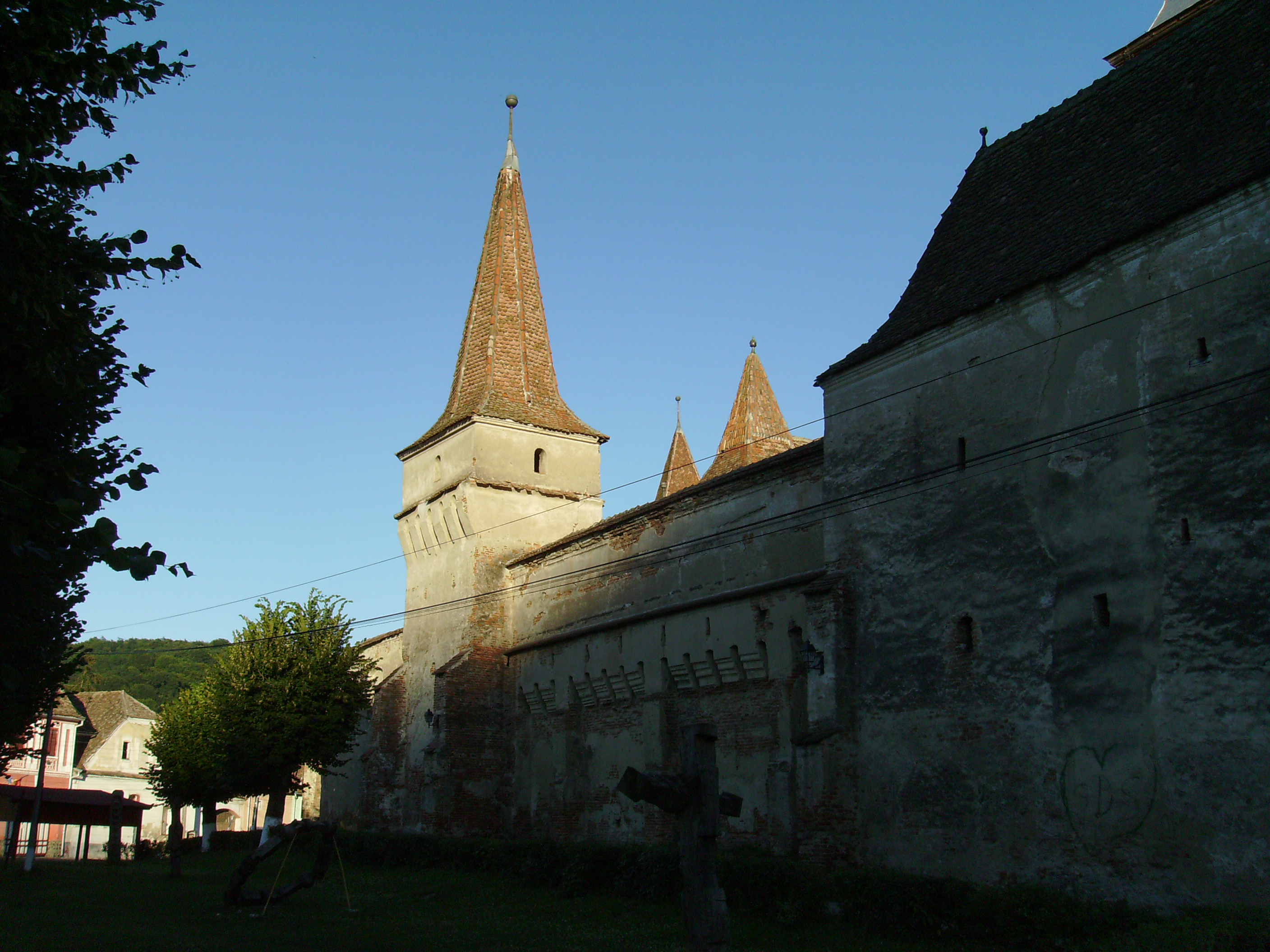
Moșna
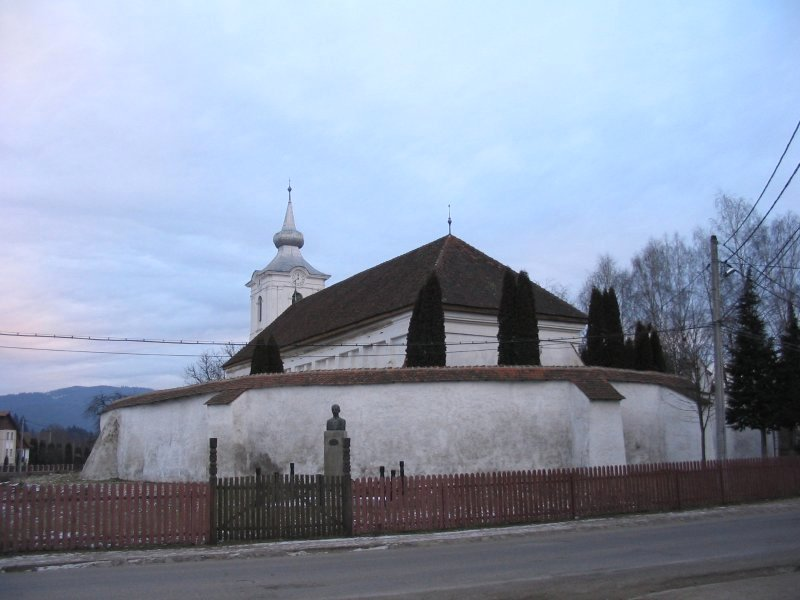
Zăbala, Covasna
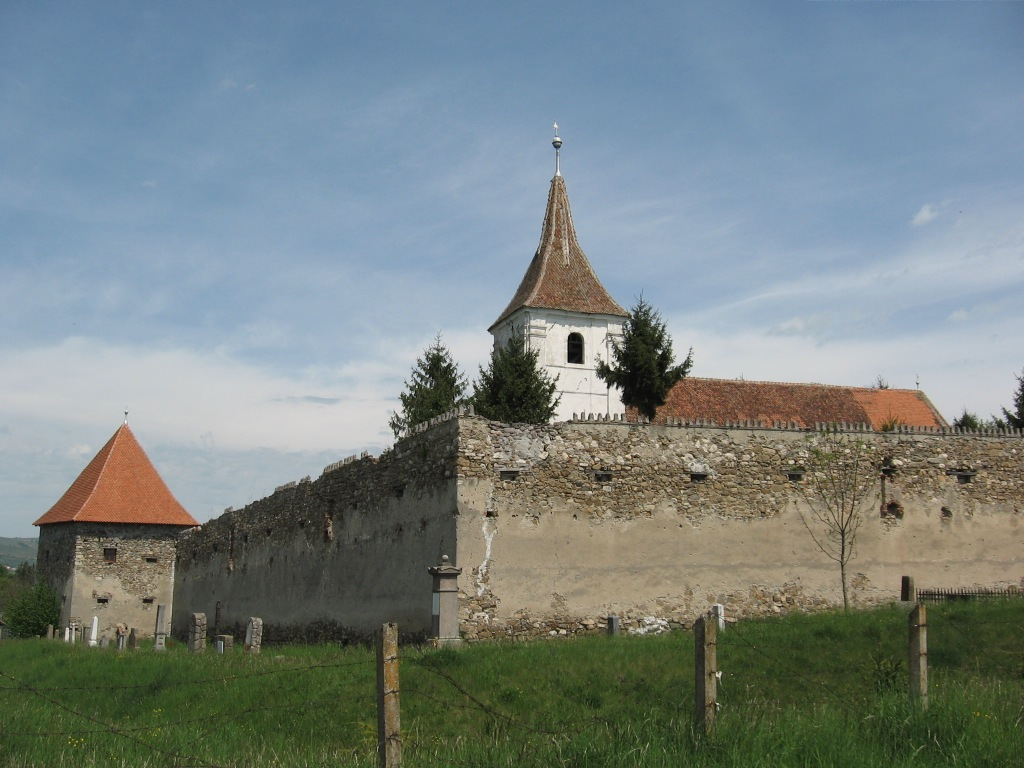
Aita Mare, Covasna
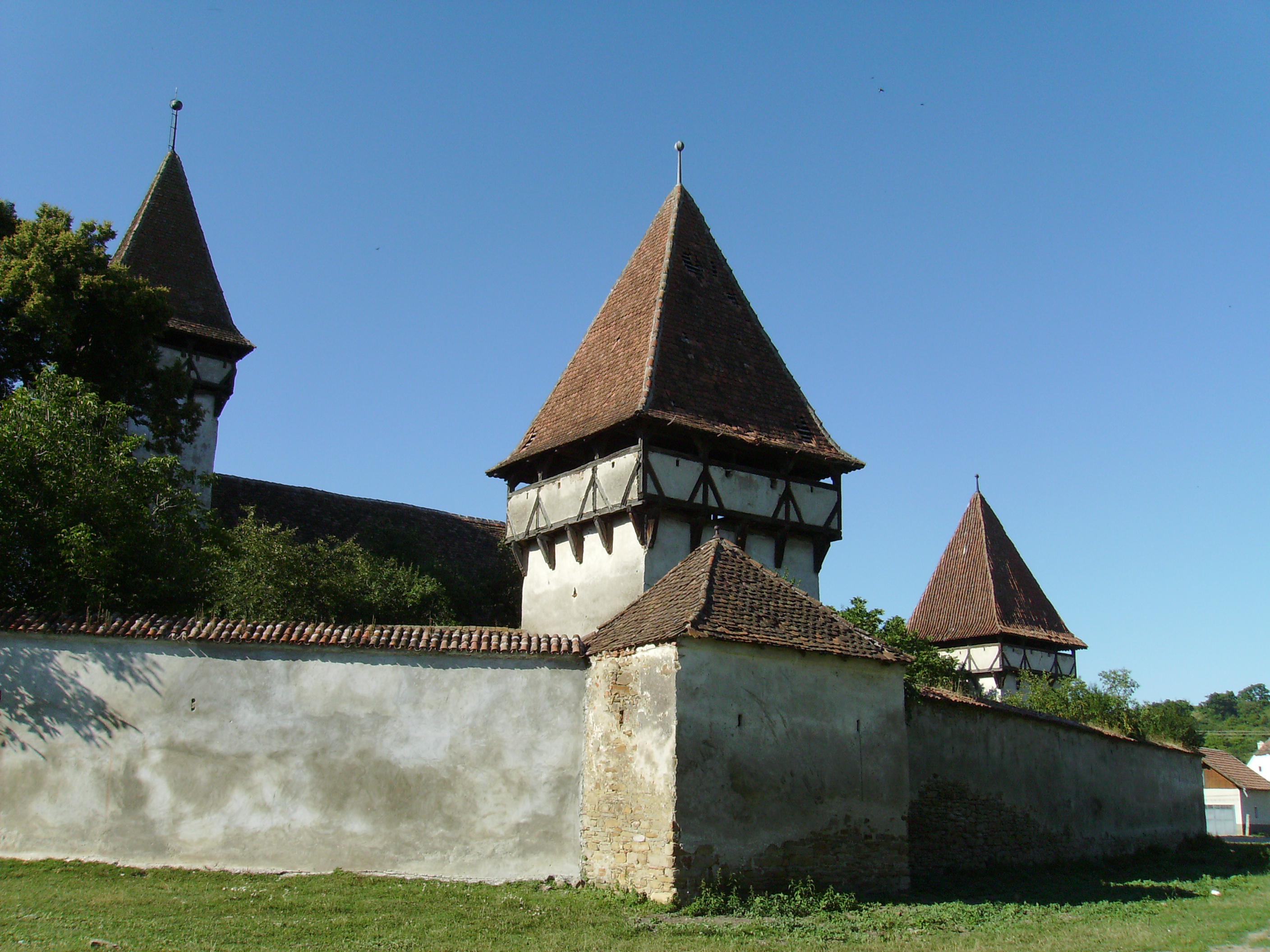
Cincșor
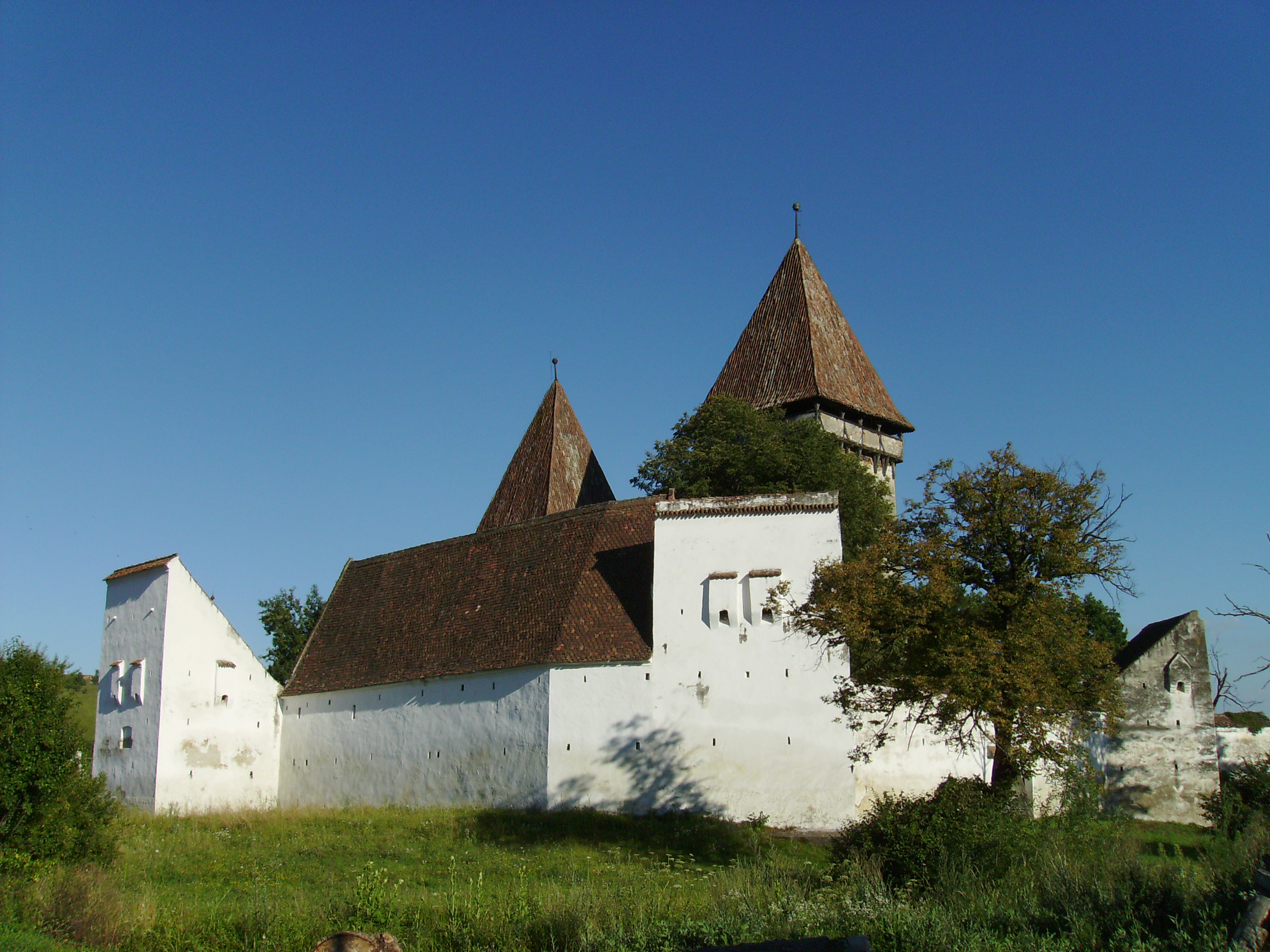
Dealu Frumos
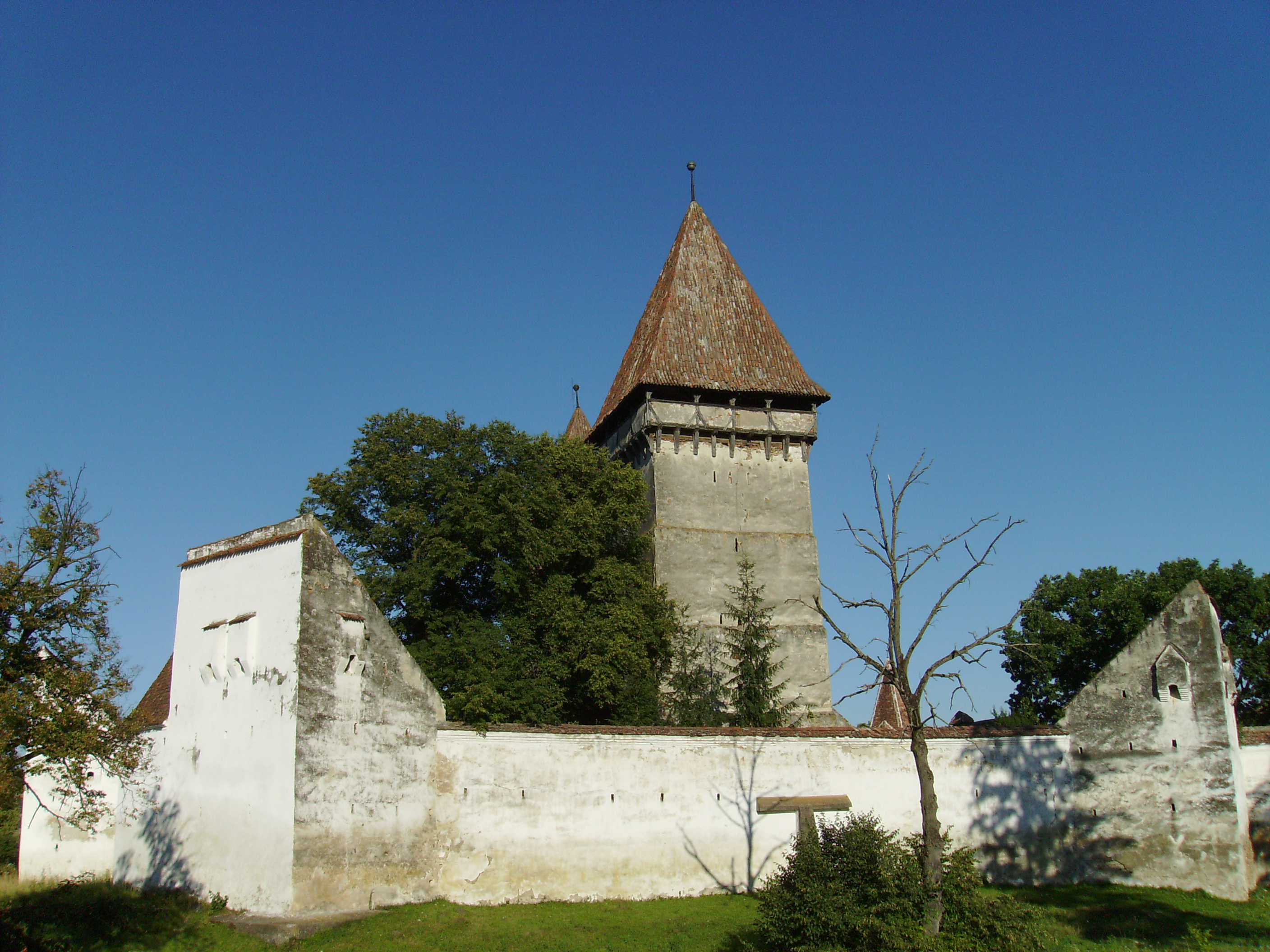
Dealu Frumos
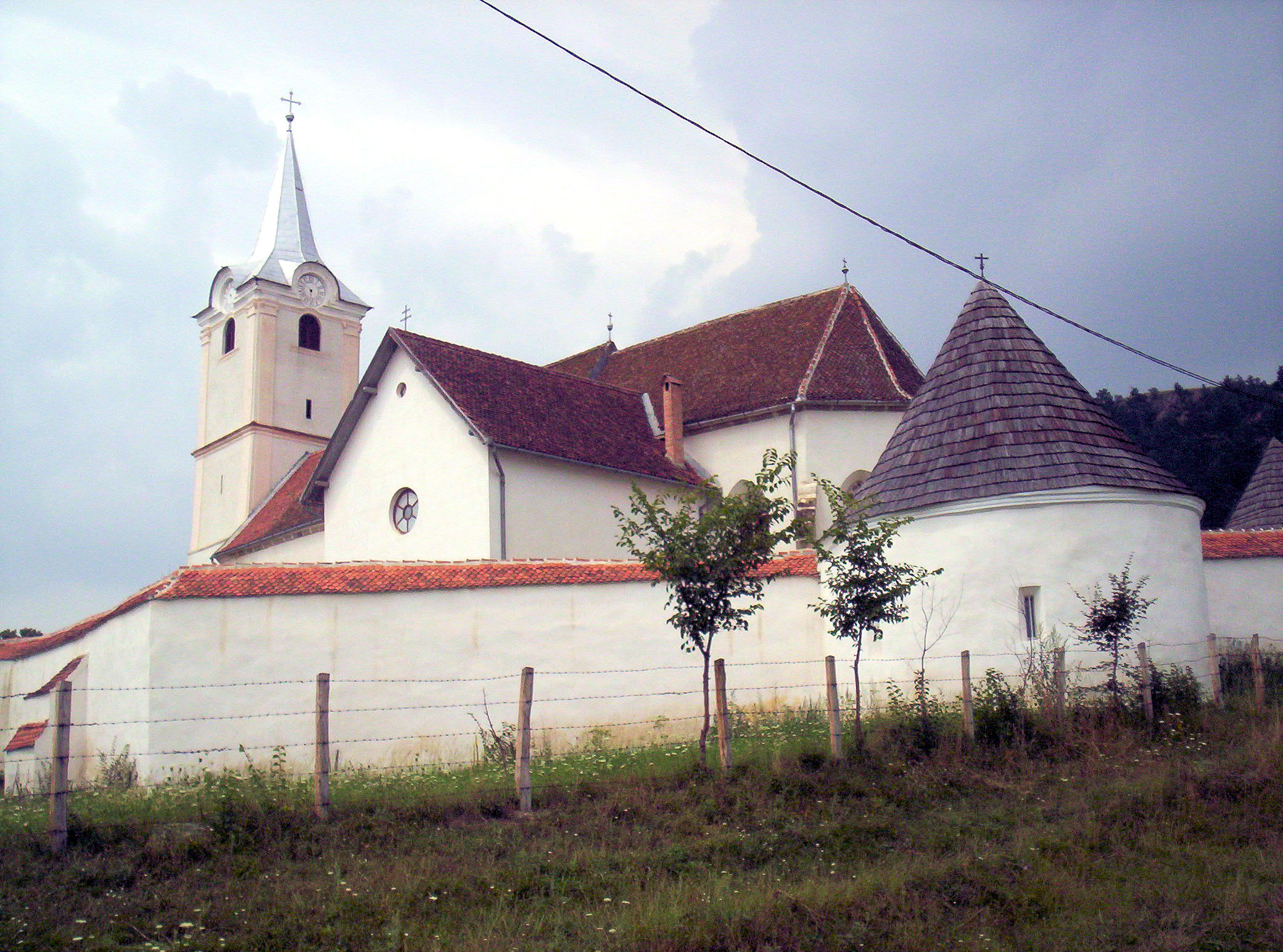
Sânzieni, Covasna
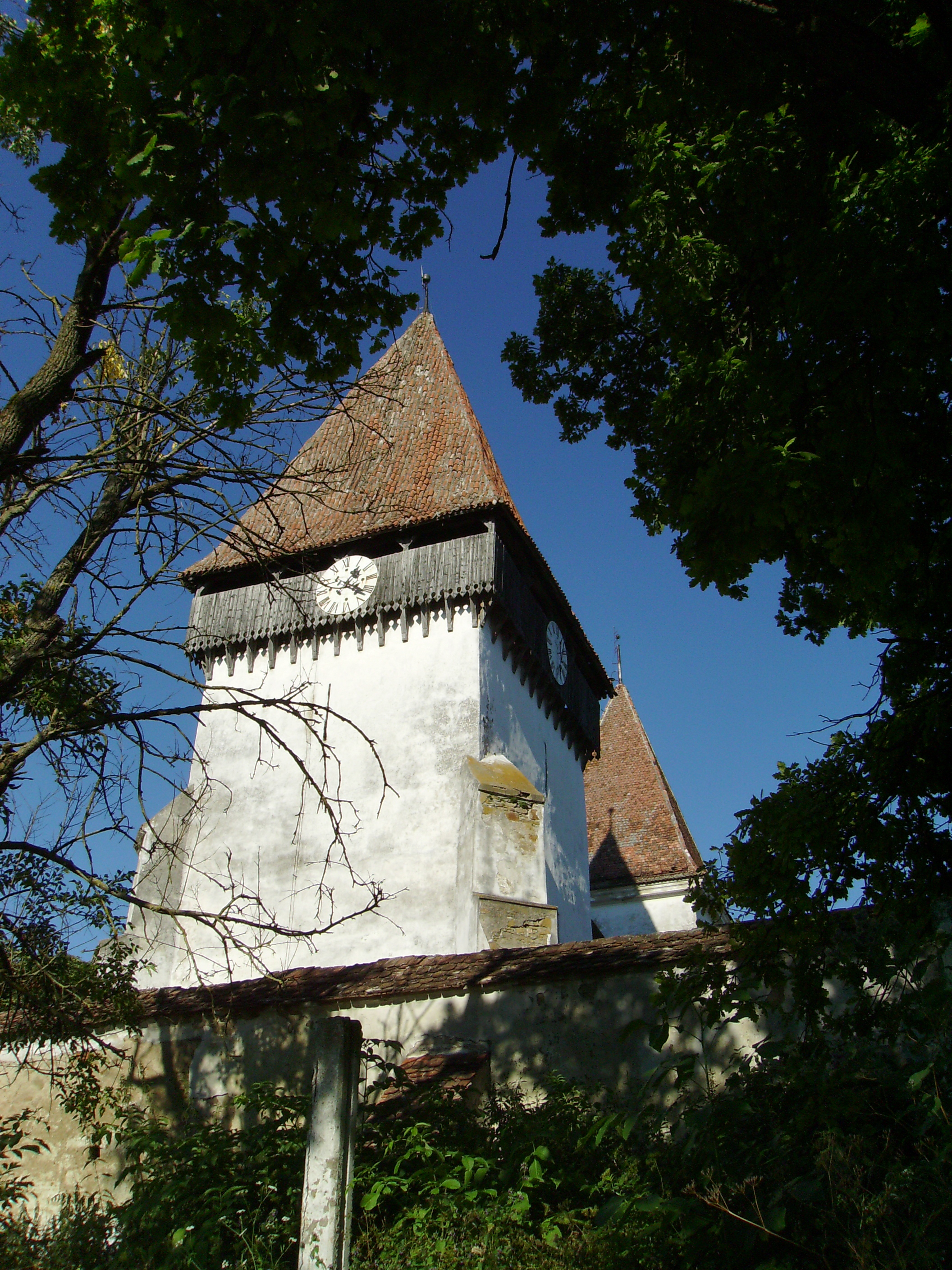
Merghindeal
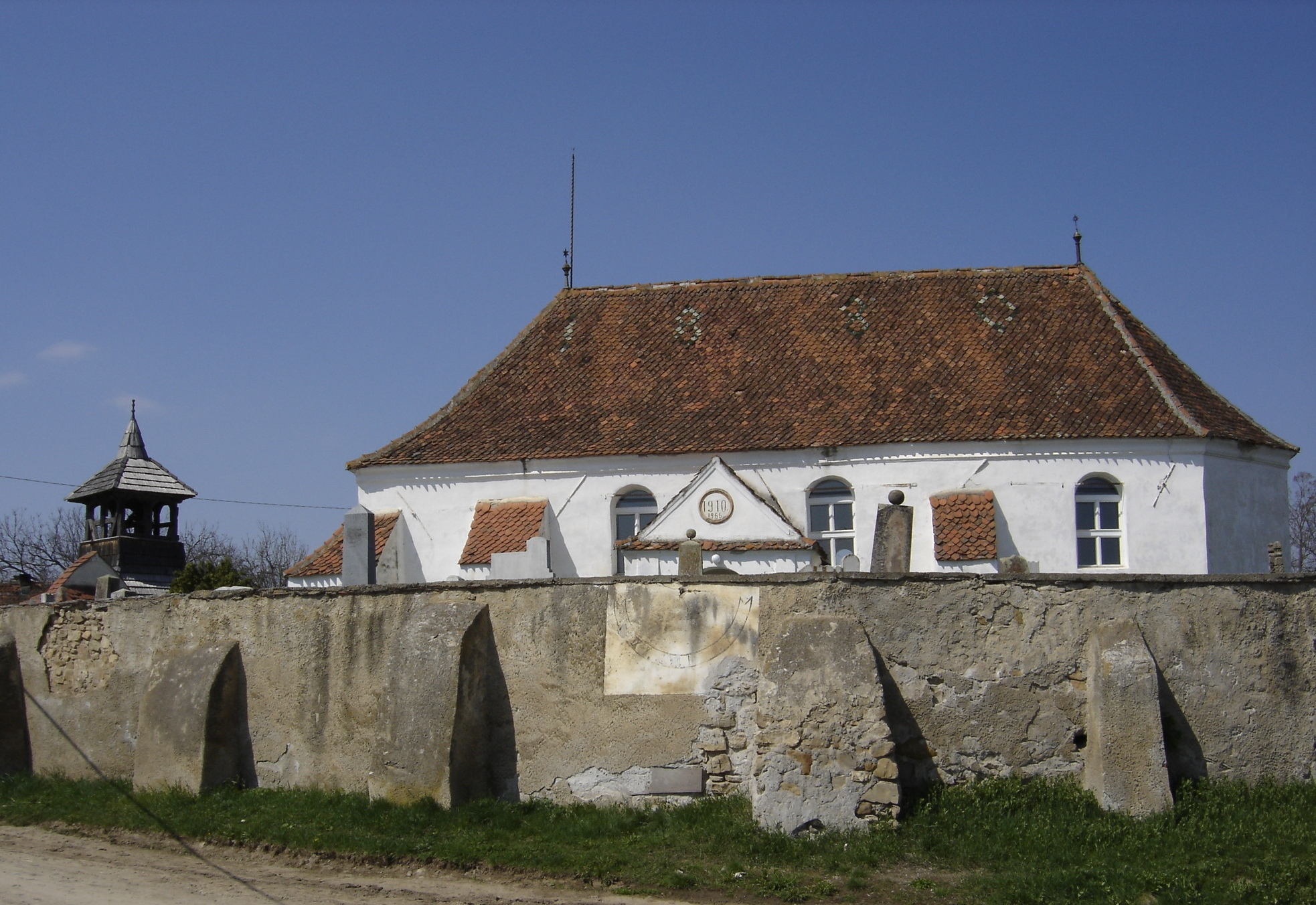
Calnic, Covasna
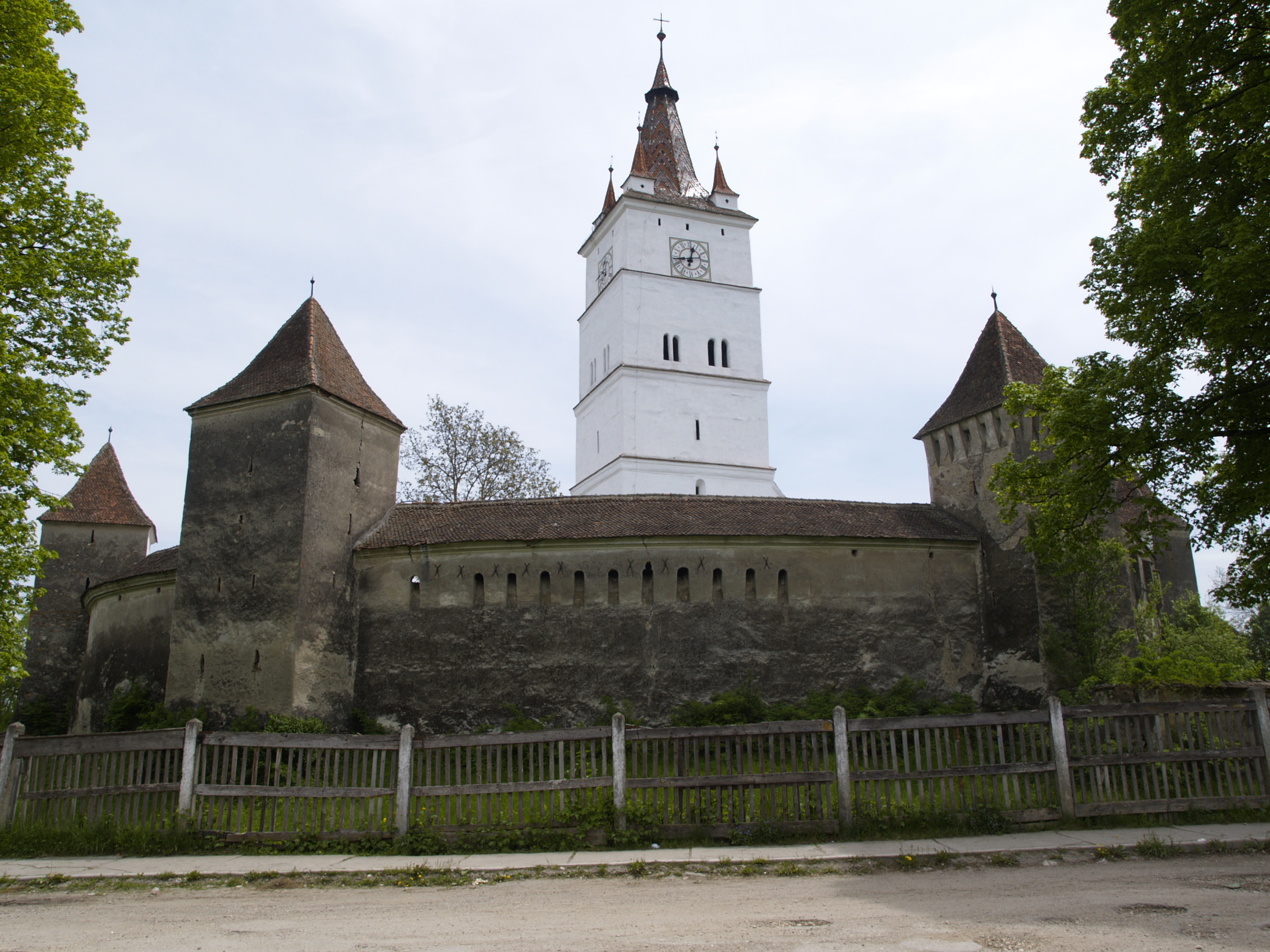
Hărman
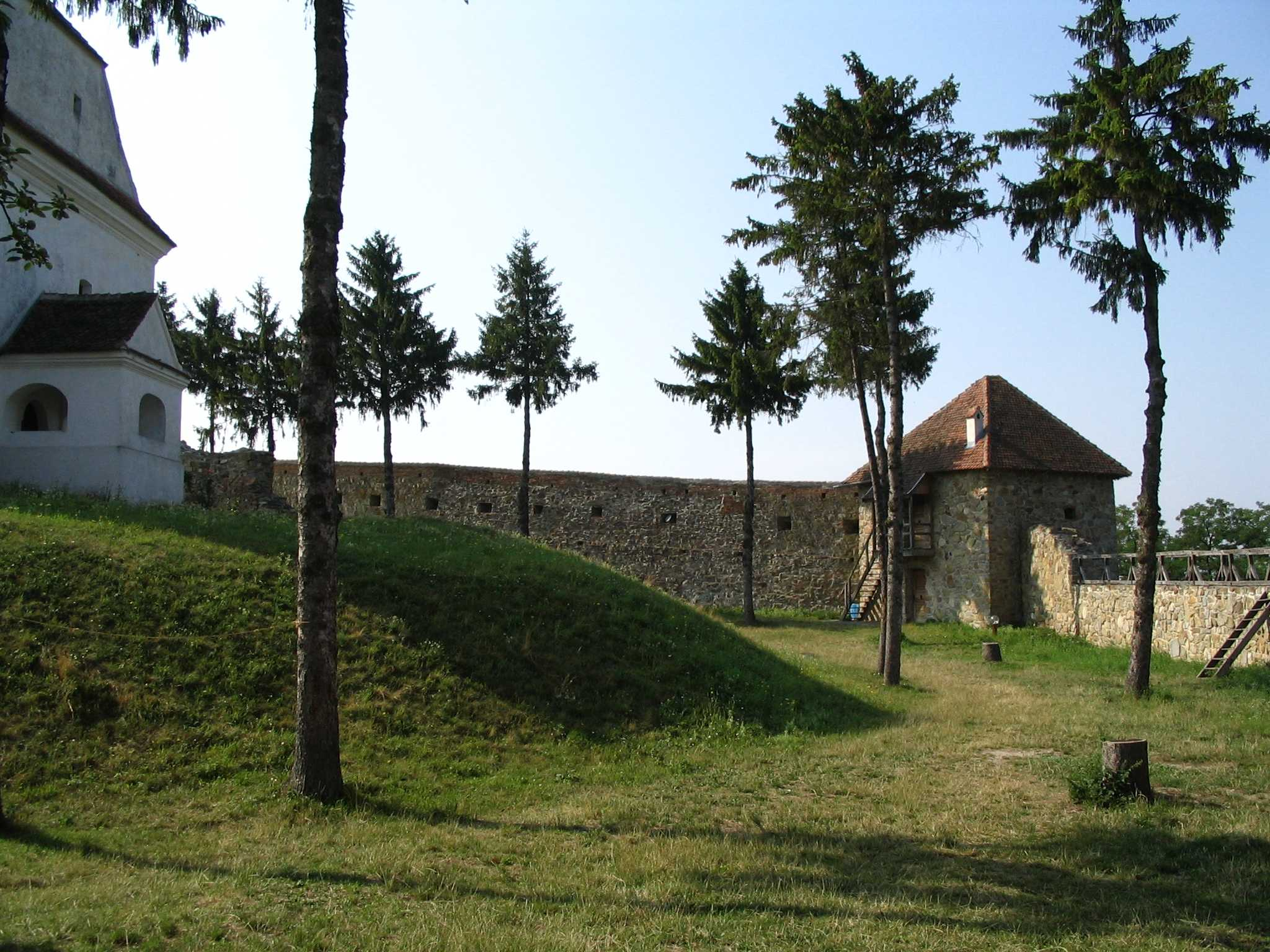
Ilieni, Covasna
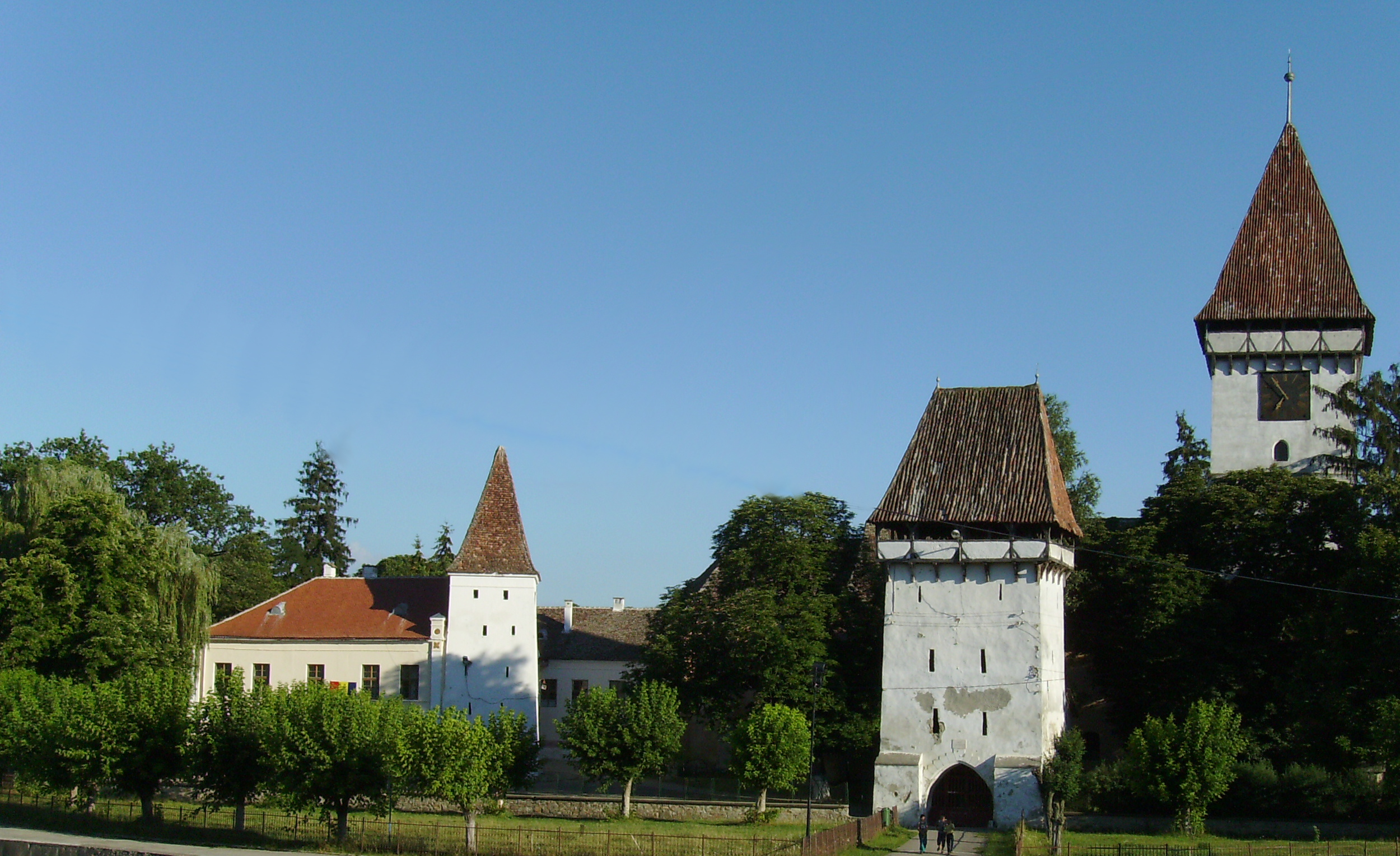
Agnita
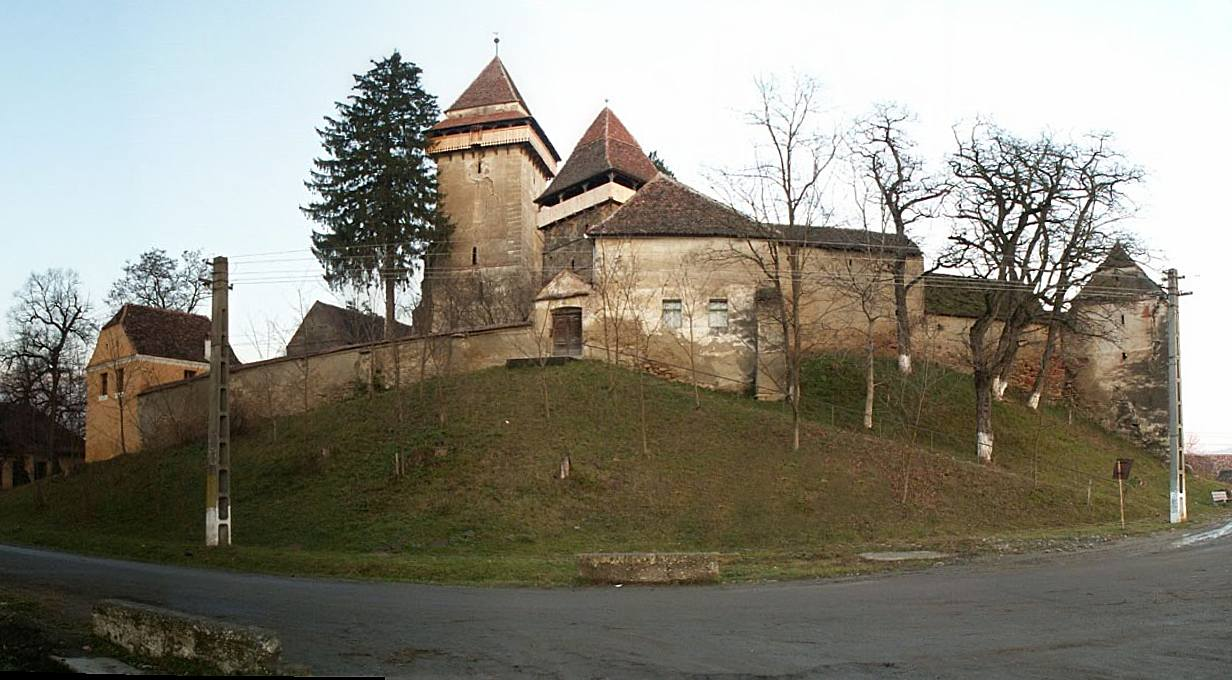
Apold
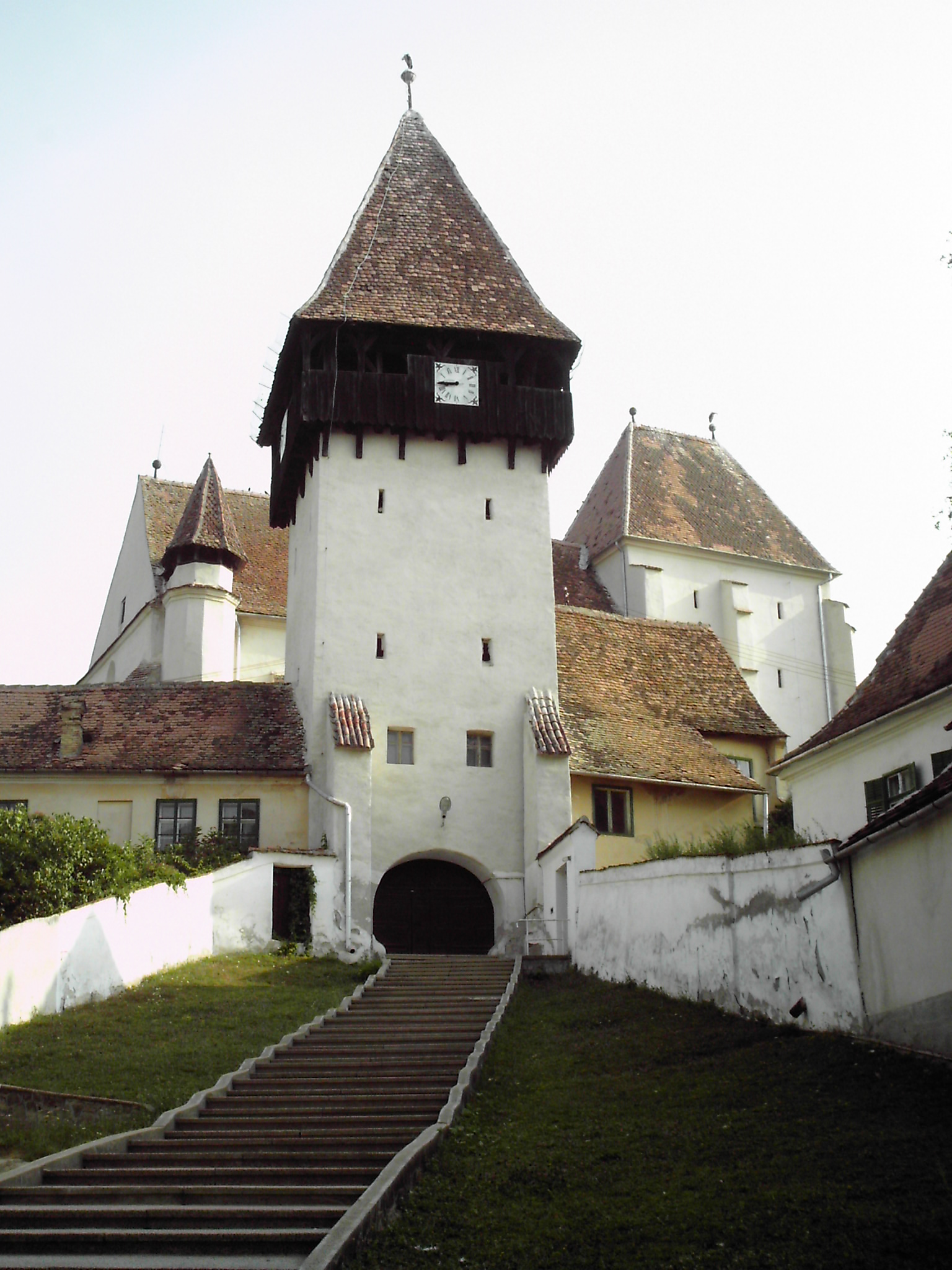
Bazna
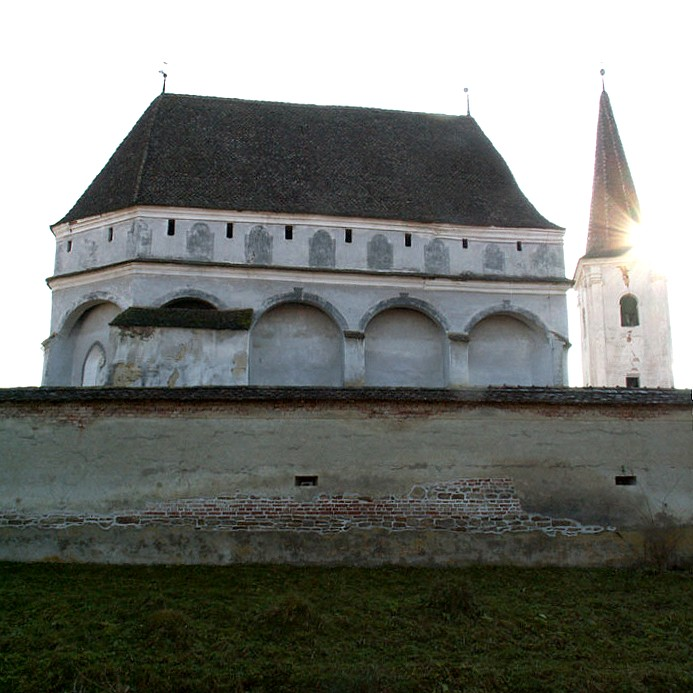
Cloașterf
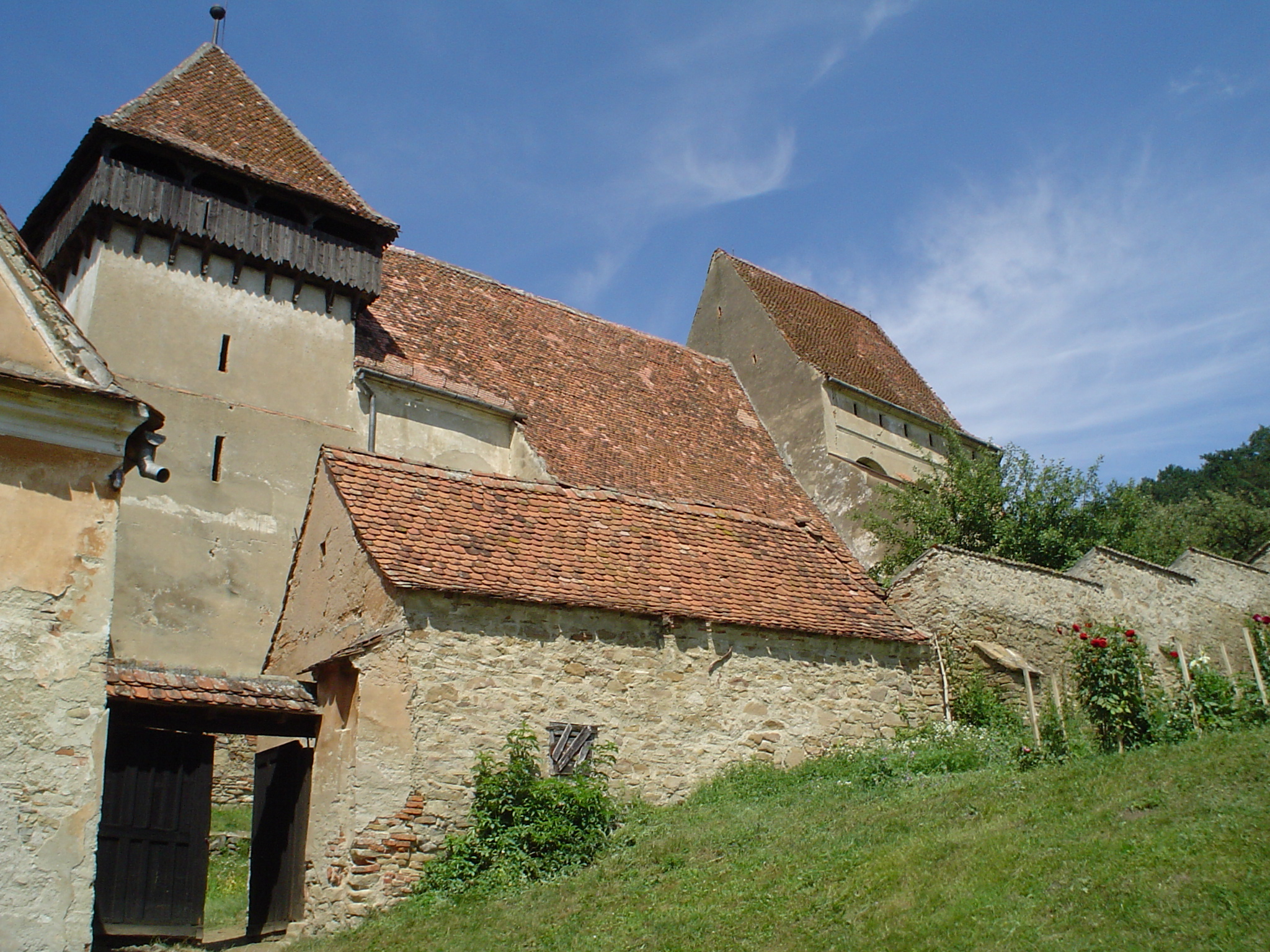
Copșa Mare
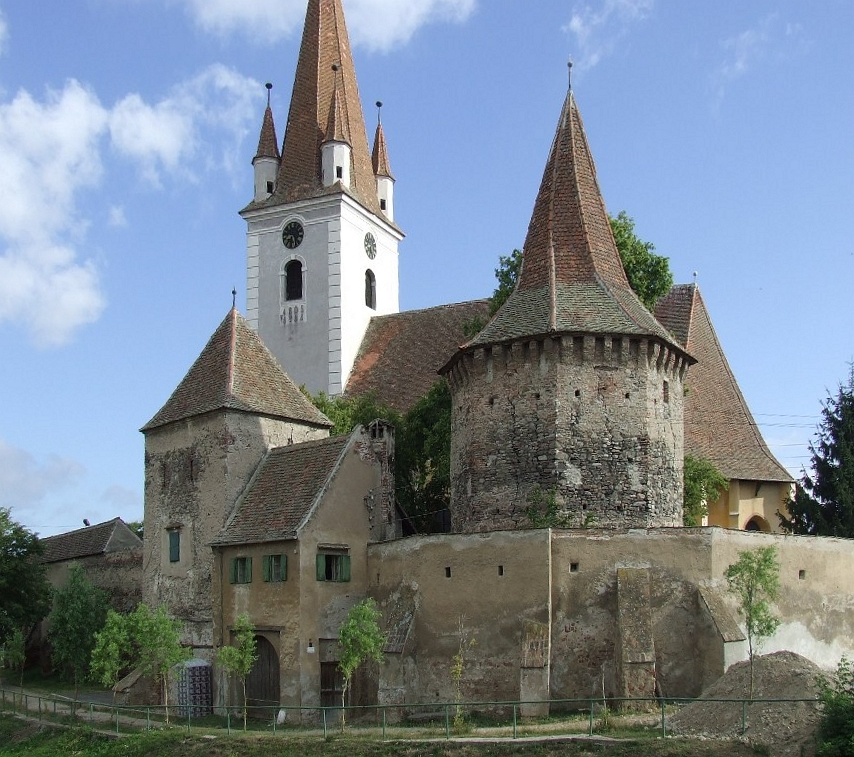
Cristian, Sibiu
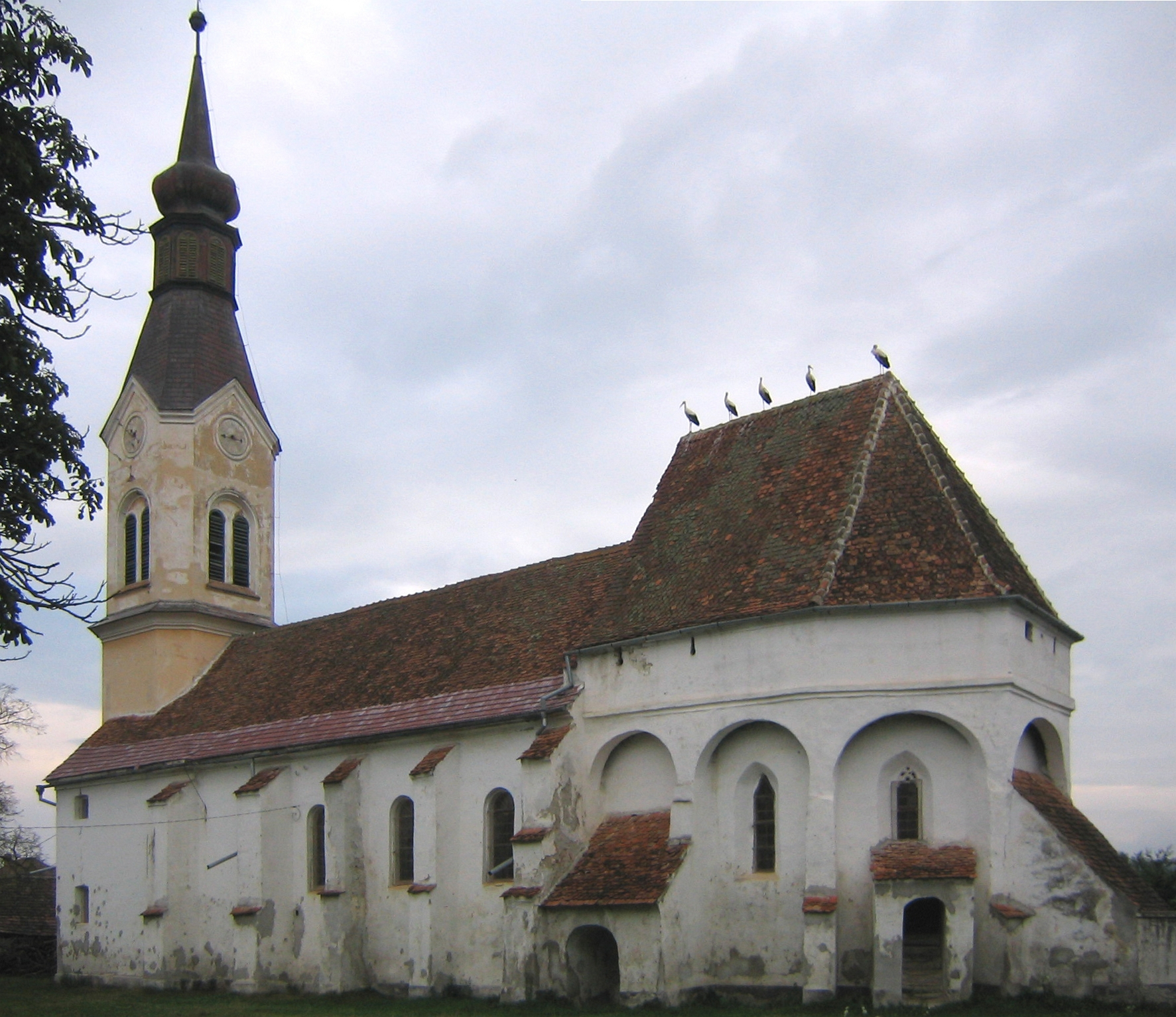
Dacia
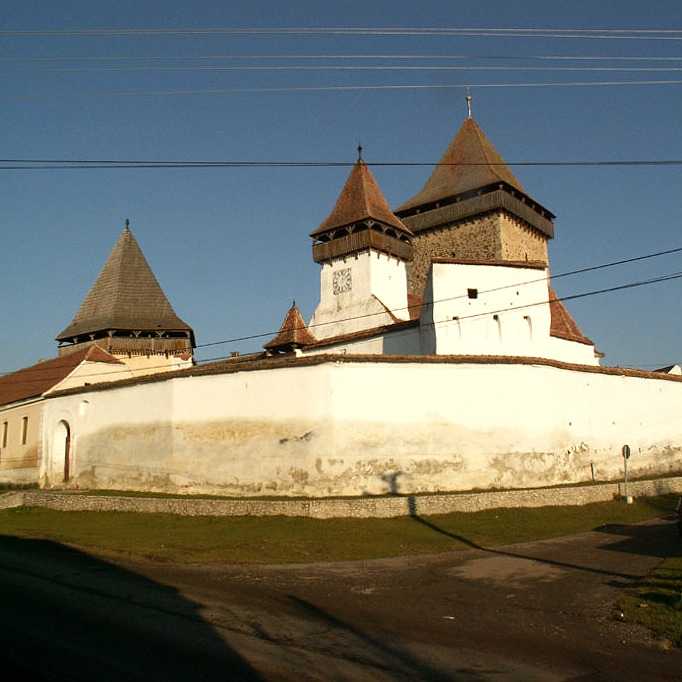
Homorod
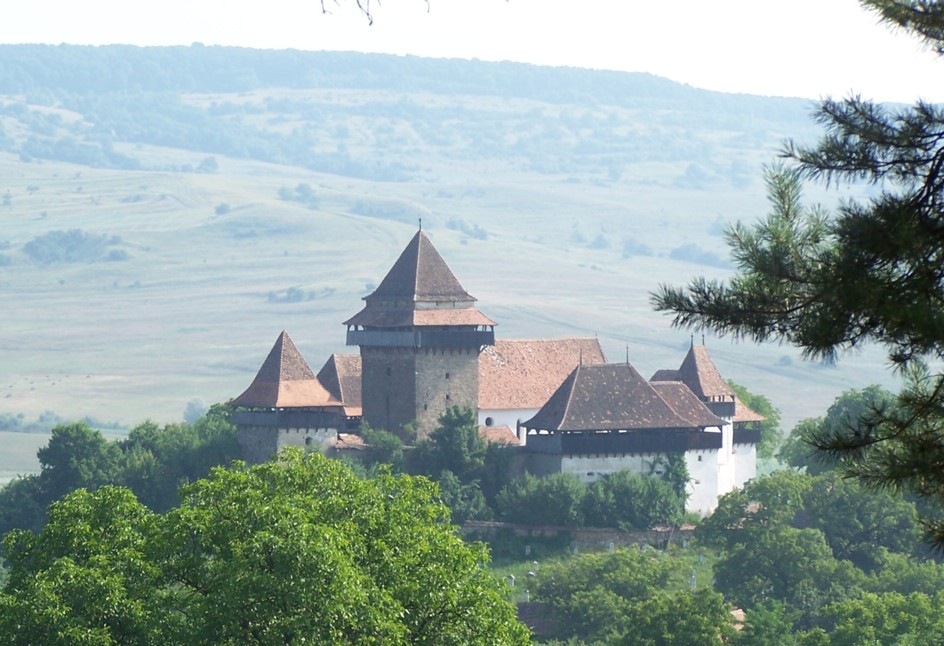
Viscri
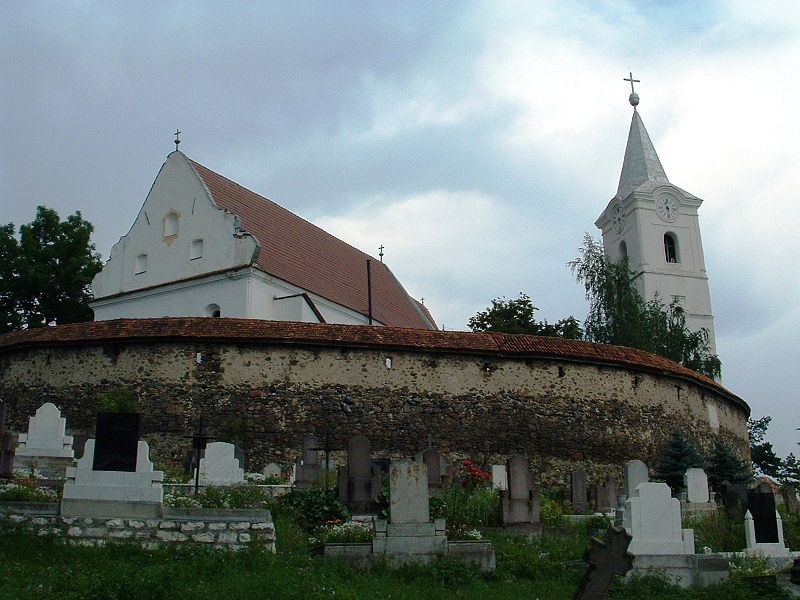
Cârța, Harghita
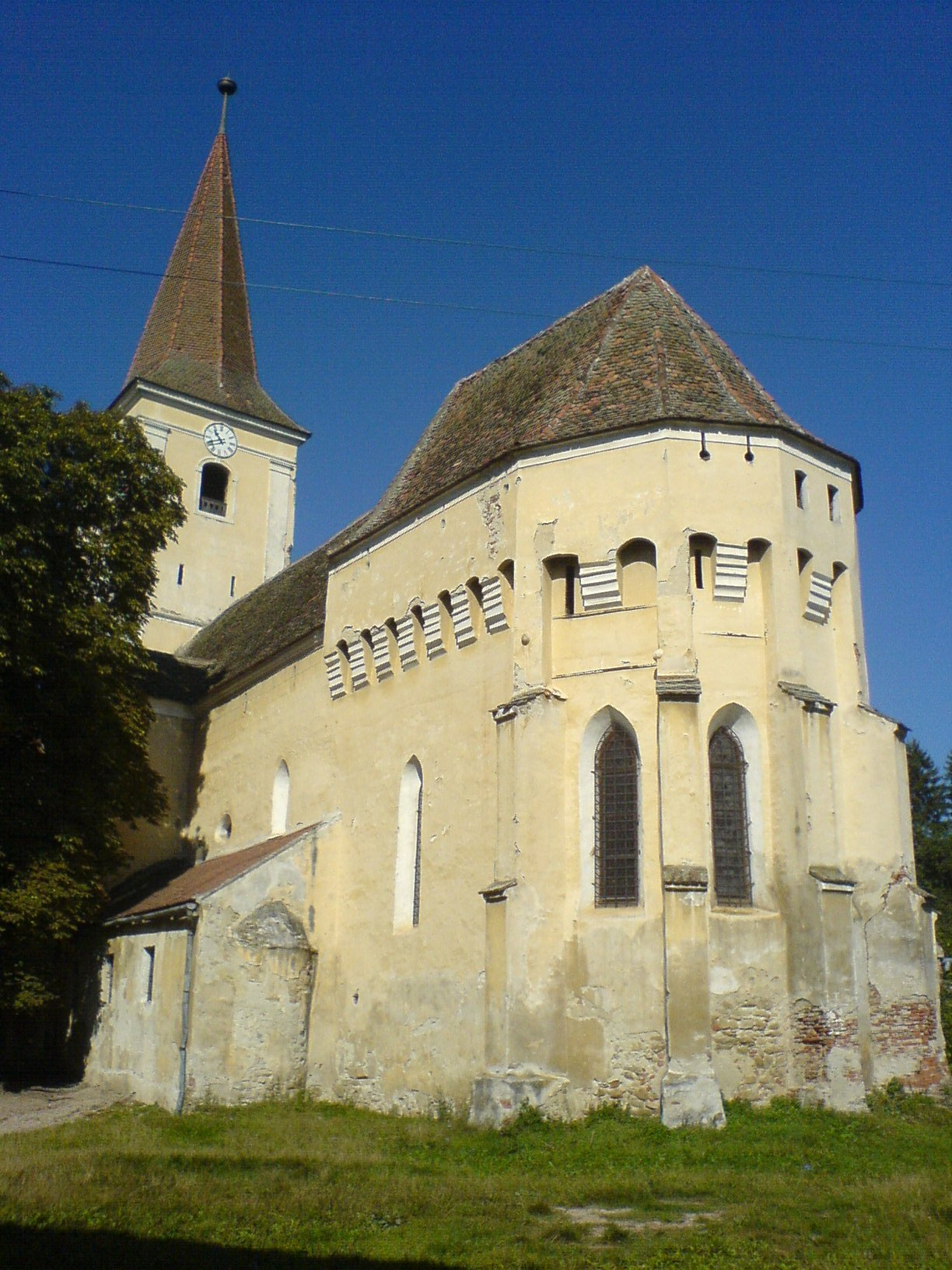
Șura Mare
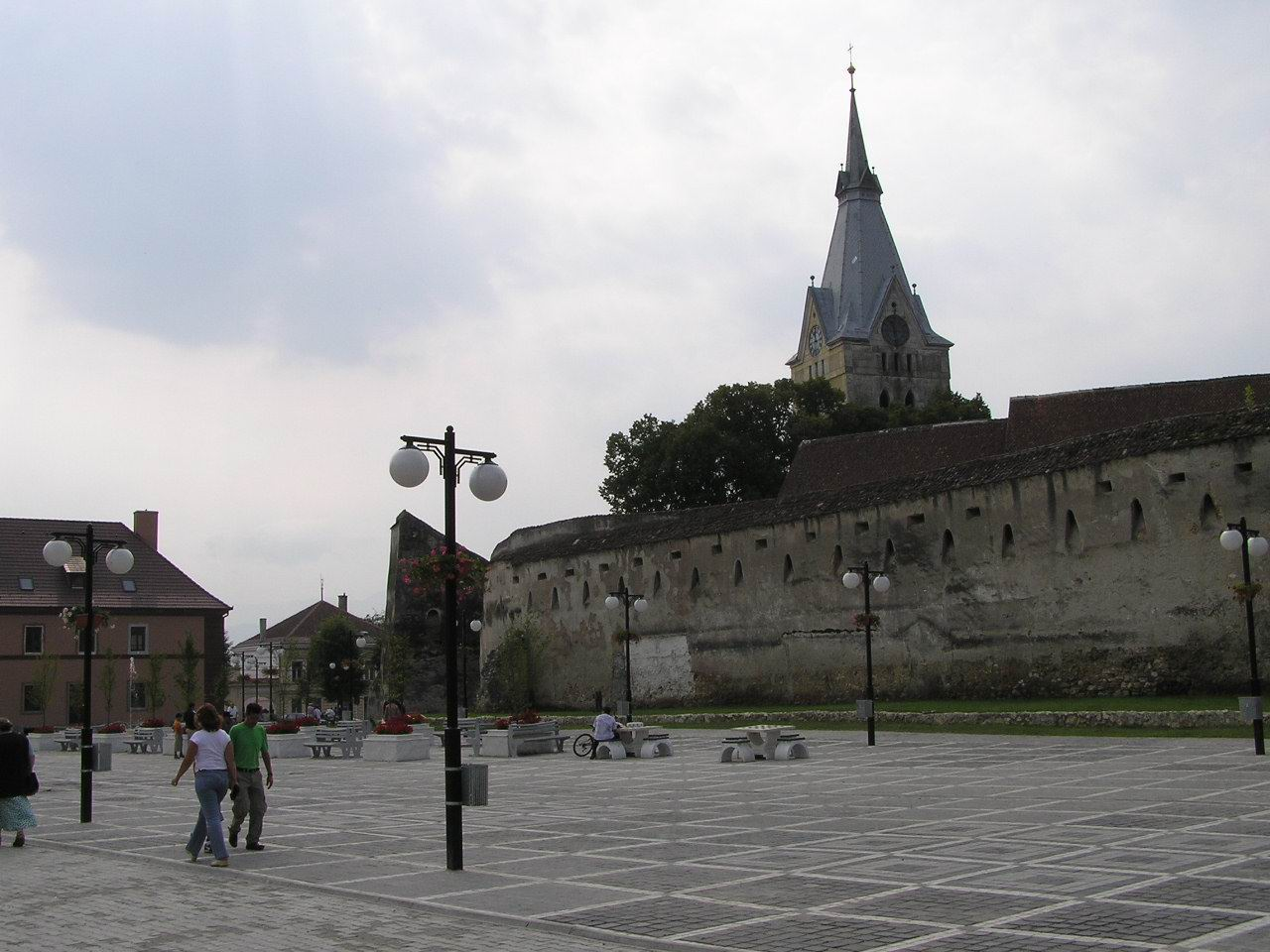
Codlea
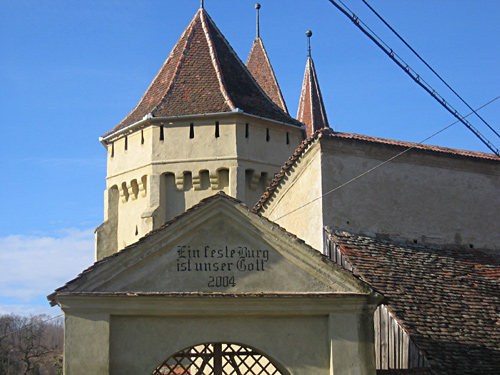
Șeica Mică
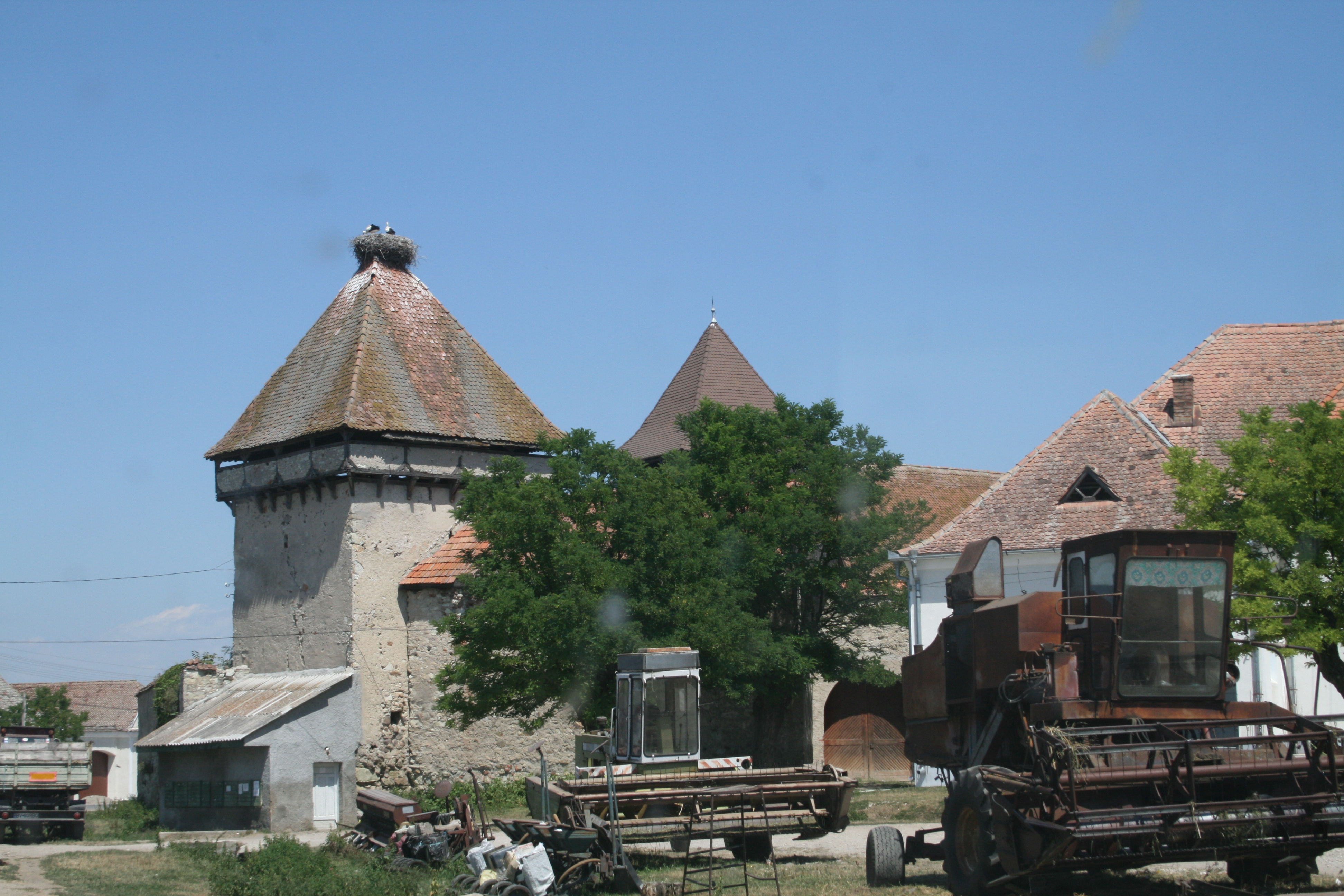
Cața